# Російське вторгнення в Україну (з 2022)
Російське вторгнення в Україну (також російська агресія проти України, російсько-українська війна, в російській пропаганді — «спеціальна воєнна операція», скор. «СВО») — воєнний напад Російської Федерації (РФ) на Україну, що почався в четвер о 3:40 24 лютого 2022 року. Третій етап російсько-української війни, розв'язаної Росією 2014 року, участь у якій РФ намагалася заперечувати.
Військова кампанія почалася після тривалого нарощування російських військ з листопада 2021 року вздовж українського кордону, визнання владою Росії 21 лютого 2022 року так званих «ДНР» та «ЛНР»  як державних утворень.
24 лютого російські війська вдерлися до України поблизу Харкова, Херсона, Чернігова, Сум, увійшовши з Росії, Білорусі й тимчасово окупованого Росією Криму. До середини березня 2022 було окуповано Херсонську область, південь Запорізької області і Донецької областей, до 20 травня - включно з Маріуполем, з північного напрямку впродовж березня окупанти наближались до Києва, зайнявши північно-західні передмістя столиці, в оточенні опинились Суми та Чернігів, окуповано східну частину Харківської області.
Наприкінці березня - початку квітня 2022 Київщина, Чернігівщина та Сумщина були звільнені від окупантів. У вересні 2022 звільнено східну частину Харківщини. До середини листопада 2022 від окупантів звільнено правобережну частину Херсонської області включно з обласним центром. Натомість на східному напрямку до кінця червня 2022 повністю втрачено Луганську область, а впродовж 2023-2025 років  - окупант невпинно просувається в Донецькій області, захопивши Бахмут та наближаючись до Костянтинівки і Покровська.
Генеральна Асамблея ООН у резолюції від 2 березня 2022 року засудила дії Росії та назвала їх агресією проти України. Міжнародний суд ООН в Гаазі 16 березня 2022 року зобов'язав Росію припинити розпочаті 24 лютого 2022 року воєнні дії в Україні.
З першого дня вторгнення Росія порушує правила ведення війни і масово чинить воєнні злочини. Крім того, російська влада веде активну інформаційну війну та застосовує шовіністичну пропаганду.

## Передумови
У березні та квітні 2021 року Росія нарощувала свої сили поблизу російсько-українського кордону, а потім знову в Росії та Білорусі в період з жовтня 2021 року по лютий 2022 року. Члени російського уряду неодноразово заперечували наявність планів нападу на Україну.   Неодноразово різні ЗМІ, західні та українські політики розцінювали накопичення російських військ біля кордонів з Україною з листопада 2021 року як підготовку Росії до війни з Україною. Офіційні представники Росії всіляко заперечували у своїх заявах, що Росія планує чи має намір напасти на Україну. Практично одночасно Збройні сили Російської Федерації почали неприховане перекидання додаткових військ на окуповані території Донецької й Луганської областей. За повідомленнями, рішення про вторгнення в Україну було прийнято Путіним і його найближчим оточенням, включно з радником з питань нацбезпеки Миколою Патрушевим та міністром оборони Сергієм Шойгу.
У грудні 2021 року Росія висунула низку претензій до західних країн, звинувачуючи їх у нібито «експансії НАТО» і вимагаючи від Заходу забрати їхні війська й озброєння з країн колишнього «Східного блоку», претендуючи на відновлення військово-політичного впливу колишнього Радянського Союзу. Конкретно від України вона вимагала гарантій неприєднання до НАТО, а також відмови від постачання західних озброєнь, і погрожувала невизначеною військовою відповіддю, якщо ці вимоги не будуть задоволені повністю. НАТО оцінило вимоги як абсурдні й відхилило їх, Сполучені Штати попередили Росію про «швидкі та суворі» економічні санкції в разі подальшого вторгнення в Україну.
Упродовж лютого зброю Україні на випадок вторгнення Росії надали США, Велика Британія, Канада, Естонія, Литва та Польща, зокрема зенітно-ракетні комплекси та протитанкові ракетні комплекси. Відмовити В. Путіна від плану вторгнення у лютому 2022 року намагались Президент Франції Еммануель Макрон і канцлер Німеччини Олаф Шольц. В адміністрації Джо Байдена тривогу з приводу ймовірного нападу Росії висловлювали, починаючи з 2021 року. Прем'єр-міністр Великої Британії Борис Джонсон застерігав у лютому 2022, що Росія готує найбільше з 1945 року вторгнення в Європу. Попри попередження західних спецслужб, президент України публічно заперечував можливість війни, закликав поводитись "без паніки"  та передбачав "сонце, вихідні, шашлики, і звісно – День Перемоги" у травні.
21 лютого 2022 року Росія офіційно визнала дві самопроголошені квазідержави на сході України, Донецьку та Луганську Народні Республіки у кордонах, які виходять далеко за межі лінії зіткнення. 22 лютого Путін заявив, що Мінські домовленості більше не діють. Того ж дня Рада Федерації одностайно схвалила застосування військової сили на цих територіях. 22 лютого президент України Зеленський підписав указ про призов резервістів оперативного резерву до війська, 23 лютого — указ про введення надзвичайного стану в окремих регіонах України, того ж дня затверджений Верховною Радою, проте публічно заявив, що "немає потреби у загальній мобілізації".

## Сили вторгнення, командування та пособники

### Росія
На першому етапі війни командування вторгненням здійснювалося безпосередньо вищим керівництвом країни-агресора (президент Путін втручався в перебіг конкретних дрібних операцій через міністра оборони Шойгу та начальника Генерального штабу Герасимова).
Після низки невдач, 8 квітня 2022 року командування силами вторгнення перебрав генерал Олександр Дворников.
У червні 2022 року, за повідомленнями преси, Дворникова було усунуто від командування силами вторгнення, а натомість були призначені такі командувачі:
- угруповання «Захід»: генерал-лейтенант Андрій Сичевой (також командувач Західного військового округу), пізніше генерал Бердніков (знятий з посади після контрнаступу ЗСУ під Харковом)
- угруповання «Схід»: генерал Рустам Мурадов (до липня 2022 — Олександр Чуйко)
- угруповання «Південь»: генерал армії Сергій Суровікін
- угруповання «Центр»: генерал-полковник Олександр Лапін; з листопада 2022 р. генерал-майор Олександр Ліньков
- угруповання «Північ»: можливість створення ще розглядається станом на липень 2022 р.; війська, розташовані на території Білорусі, не мають власного угруповання.

У жовтні 2022 р., після визволення силами ЗСУ Харківської області та просунення на Херсонському напрямку, влада РФ знову ухвалила рішення запровадити централізоване командування силами вторгнення. Командувачем був призначений генерал армії Сергій Суровікін.
Станом на лютий 2023 року, згідно повідомлення міністра оборони Великої Британії Бена Воллеса в ефірі ВВС Radio 4, 97 % усієї російської армії знаходиться в Україні

### Невизнані «ДНР» і «ЛНР»
Підрозділи ДНР і ЛНР, що беруть участь у бойових діях, не мають власного командування, а підпорядковані відповідним російським угрупованням, раніше — у складі 1-го та 2-го армійських корпусів — командуванню Південного військового округу РФ.

### Білорусь
Попри періодичні повідомлення про погрозу участі ЗС Білорусі в агресії, режим Лукашенка уникає прямого втручання, проте територія Білорусі використовується для розміщення російських військових частин, звідти відбувався виліт бойових літаків і запуск ракет у напрямку України. На думку дослідників американського Інституту вивчення війни (ISW), вступ Білорусі у війну на початок листопада 2022 року залишається «дуже малоймовірним», однак російські та білоруські офіційні особи «продовжують висвітлювати двостороннє оборонне співробітництво між Росією та Білоруссю як засіб давньої інформаційної операції про те, що Білорусь вступить у війну в Україні від імені Росії».

### Іран
Посилення співпраці між Росією та Іраном відбувалося впродовж кількох років до широкого вторгнення, зважаючи на санкції, накладені на обидві держави. Від Ірану Росія отримує безпілотники-камікадзе «Shahed-136», оскільки не має на власному озброєнні апаратів такої ж дальності польоту. Придбання Росією «Shahed-136» розпочалося з вересня 2022 року через брак деталей для збирання ракет.

### Північна Корея
Північна Корея надала Росії боєприпаси: артилерійські снаряди та ракети. Починаючи з 2025 року північнокорейські солдати беруть безпосередню участь у бойових діях, зокрема на території Курської області

## Хід війни

Карта бойових дій

### Лютий 2022
Близько четвертої години за київським часом (UTC+2) 24 лютого 2022 року президент Російської Федерації В. Путін оголосив про «спеціальну воєнну операцію» з метою нібито «демілітаризації та денацифікації України». яка фактично означала оголошення війни Україні. Путін сказав, що операція спрямована на «захист населення» підконтрольних Росії самопроголошених республік, які «зазнають знущань, геноциду з боку київського режиму». Путін також неправдиво стверджував, що українські урядовці є неонацистами під контролем Заходу, що Україна розробляє ядерну зброю, і що НАТО розбудовує військову інфраструктуру в Україні, щоб загрожувати Росії. Він сказав, що Росія прагне «демілітаризації та денацифікації» України (див. Російські звинувачення України у нацизмі), і дотримується поглядів, які ставлять під сумнів право України на існування. Уже за кілька хвилин почалися ракетні удари по всій території України, у тому числі неподалік від Києва.
О 3:40 ранку російська танкова колона вдерлася в Україну на територію Луганської області. За кілька хвилин після оголошення війни Росія запустила крилаті та балістичні ракети по аеродромах, військових штабах і складах у Києві, Харкові, Івано-Франківську, Луцьку, Дніпрі, Василькові, Одесі та Донбасу. Росіяни підняли в небо до 350 бойових літаків, інтенсивність вильотів могла досягати до 140 в день, глибина проникнення — до 300 км вглиб від лінії фронту.
Після 06:30 (UTC+2) російські війська вдерлися в Україну сухопутним шляхом поблизу міста Харкова. О 07:40 ВВС з посиланням на інші джерела повідомило, що російські війська увійшли в Україну також із території Білорусі. Українські прикордонні сили повідомили про атаки на об'єкти в Луганську, Сумах, Харкові, Чернігові та Житомирі, а також наступ з боку окупованого Криму.
Незадовго до 07:00 (UTC+2) Президент Зеленський оголосив про запровадження в Україні воєнного стану та розрив дипломатичних відносин із Росією. Повітряний простір над Україною повністю закритий для цивільної авіації, а Агентство з авіаційної безпеки Європейського Союзу вважає всю територію зоною активного конфлікту.
До острова Зміїний підійшли 2 російські кораблі, вимагаючи від прикордонників здатися. До 11:00 російські війська на двох напрямках просунулися на відстань до п'яти кілометрів — на півночі Харківської та Чернігівської областей. На об'їзній дорозі Харкова, поблизу мікрорайону Північна Салтівка, спалено 4 танки російських окупантів. Російські війська розпочали штурм аеропорту Гостомель, який із суттєвими втратами захопили ввечері, але потім втратили контроль над ним. На півдні окупанти захопили головну споруду Північнокримського каналу та Каховську ГЕС.
Паралельно велася активна дезінформація, Росія запускала численні фейкові новини, що нібито українська армія не чинить опору і планує відступати, що ворог увійшов у Харків чи що штаб ООС на Донбасі начебто знищено.
Після опівдня тривали бої за міста Генічеськ, Скадовськ, Чаплинку, Охтирку, Суми. Російські війська увійшли в Генічеськ і Олешки та захопили Чорнобильську атомну електростанцію, взявши персонал у заручники.
Вдень до Верховної Ради надійшов проєкт закону про загальну мобілізацію, і надвечір Володимир Зеленський підписав указ. На тлі нападу в усіх областях України створено військові адміністрації, де посади держслужбовців можуть заміщати військовики. Радник керівника Офісу Президента Михайло Подоляк звернувся до західних партнерів України про сприяння в закритті неба над країною, щоб зупинити повномасштабну агресію Росії.

Ближче до опівночі російські окупанти захопили острів Зміїний, тоді як підрозділи ЗСУ закріпилися на лівому березі Дніпра в районі Херсона.

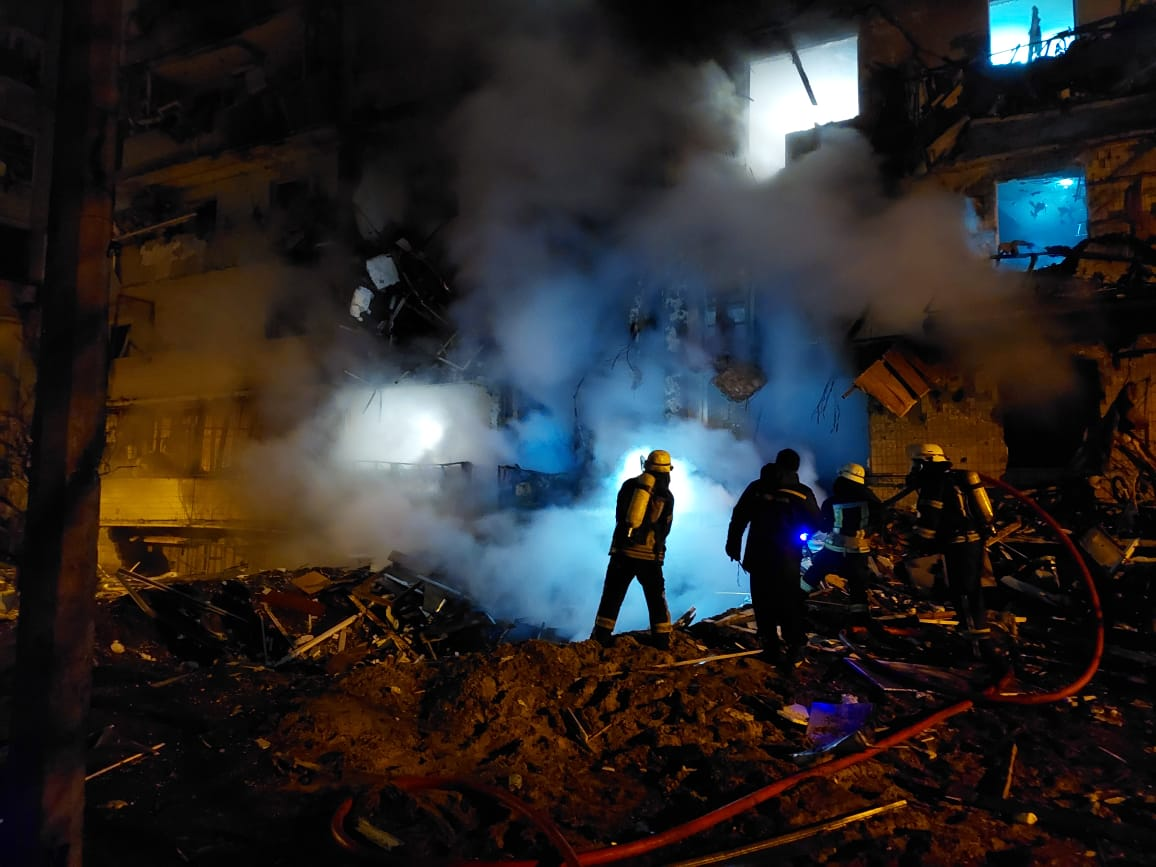
Будинок у Києві (вулиця Олександра Кошиця, 7-А), частково зруйнований 25 лютого

25 лютого, на наступний день, Президент України дорікнув країнам, які зволікають із запровадженням санкцій проти Росії; сказав, що самих санкцій недостатньо; запевнив, що захисники України тримаються. Зеленський закликав українців зупиняти російсько-окупаційні війська, а також анонсував переговори з Росією.
Росія обстрілювала ракетами Київ і аеропорт Рівного, тривали бої в Дергачах і Печенігах. О 14-й годині 25 лютого розпочалася оборона Києва.
Путін заявив Сі Цзіньпіну, що Росія готова провести переговори на високому рівні з Україною з приводу американського «стратегічного виклику». Пєсков також розповів, що Путін готовий відправити до Мінська делегацію для переговорів з Україною. Проте вже за кілька годин Путін відкрито закликав до держперевороту в Україні з метою повалення законної влади. Росія наклала вето на резолюцію Ради Безпеки ООН, яка вимагала від Росії вивести війська з України. «За» виведення проголосували 11 країн, утрималися Китай, Індія та Об'єднані Арабські Емірати.
26 лютого ворог завдав поодиноких авіаційних ударів у околицях Сум, Полтави, Маріуполя. Володимир Зеленський звернувся до прем'єр-міністра Ізраїлю Нафталі Беннета з проханням стати посередником у переговорах між Україною та Росією.
Військові підрозділи російських окупантів втратили наступальний темп, очікуючи надходження додаткових підрозділів і поповнення запасів. Водночас Росія заблокувала судноплавство в українських водах Чорного моря. Щоб унеможливити просування ворожих сил залізницею, українські військовики підірвали залізничні вузли, що зв'язують українську залізницю з російською. Увечері російська військова техніка, зокрема «Гради», наблизилася до міста Енергодара і розвернулася в бік Запорізької АЕС.
За підсумками 26 лютого радник керівника Офісу президента України Олексій Арестович доповів, що просування російських військ до Києва зупинилося через «величезні втрати», завдані українськими силами. Офіційні особи США та Великої Британії визнали, що Росія стикається з жорсткішим, ніж очікувалося, опором в Україні. За оцінками розвідки США, в Україні з'явилися «ознаки життєздатного опору», а російські війська не досягли бажаного ними прогресу, особливо на півночі; російським військам бракувало палива та матеріально-технічної підтримки.
27 лютого тривали бої за аеропорт у Василькові. В Харкові українським силам вдалося відбити атаки ворога, зберігши контроль над містом. Суми лишилися під контролем України, як і Охтирка. Київ продовжив тримати оборону, знищуючи прониклі в місто диверсійні групи. Українські сили знешкодили у районі Гостомеля спецпідрозділ Росгвардії Чечні.
Близько 9 години у місто Буча Київської області заїхала російська техніка, розпочалися вуличні бої. Українські військовики близько 12 год. відновили контроль над містом Волноваха в Донецькій області. Інфраструктура міста сильно постраждала до того часу.
За оцінкою США, російське вторгнення наразилося на жорсткий опір, його лінії постачання стали вразливі, а українська протиповітряна оборона спрацювала краще, ніж передбачалося. Українська делегація домовилася зустрітися з російською без попередніх умов на українсько-білоруському кордоні в районі річки Прип'ять вранці наступного дня.
Під час зустрічі з міністром оборони Сергієм Шойгу та головою Генштабу Збройних сил РФ Валерієм Герасимовим Володимир Путін доручив перевести сили стримування РФ в особливий режим несення служби, з-поміж них і ядерні сили. Втім, аналітик DW у справах Росії Костянтин Еггерт зауважив, що це лише психологічний тиск.
Зазнаючи втрат у відкритому бою, російські війська стали вдаватися до диверсій, переодягання у форму українських військовиків, поліціянтів і представників ДСНС, захоплення карет швидкої допомоги та поліційних машин.
Згідно з опитуванням соціологічної групи «Рейтинг» 26—27 лютого, бойовий дух українців лишався високий. Зазначалося, що «у жодному регіоні не спостерігається переважання песимістичних настроїв», 91 % опитаних підтримують дії президента України Володимира Зеленського.
Ніч з 27 на 28 лютого минула в Києві відносно спокійно. Міська влада відкрила магазини, відновила рух наземного транспорту і частково метро, яке слугувало укриттям. Окупанти продовжили завдавати ударів по військових і цивільних аеродромах, пунктах управління військами, об'єктах системи ППО, критичних об'єктах інфраструктури, населених пунктах і підрозділах у районах оборони. Водночас вони завдали ракетного удару по житлових будинках у Житомирі та Чернігові, порушивши цим норми міжнародного гуманітарного права. За оцінкою Генштабу, противник виявився деморалізованим і зазнав великих втрат, в російській армії почастішали випадки дезертирства та непокори.
Російські війська обстрілювали Харків з реактивних систем залпового вогню «Град», зокрема житлові масиви. З Нової Каховки, окупованої напередодні ворогом, організували евакуацію населення. Російські війська, що зайшли напередодні в Бердянськ, зіткнулися з мітингом містян. В Енергодарі зафіксували присутність диверсантів. Росія обстріляла також житлові квартали Сєвєродонецька.
Володимир Зеленський підписав заяву на отримання Україною членства в Європейському Союзі.
За підсумками лютого, Росія та її головнокомандувач Володимир Путін припустилися стратегічної помилки. Вони очікували здійснити бліцкриг і змусити Україну до швидкої зміни влади на проросійську. Та вже на третій день війни російські війська були виснажені запеклим опором ЗСУ. Несподіваною як для Росії, так і для Заходу, стала позиція президента України Володимира Зеленського, який відмовився евакуюватися з Києва. Бойовий дух захисників і національна ідентичність українців лише зміцнилися на тлі невдач окупантів. Україна отримала підтримку від ЄС і НАТО, а проти Росії почалося впровадження важких фінансових санкцій.

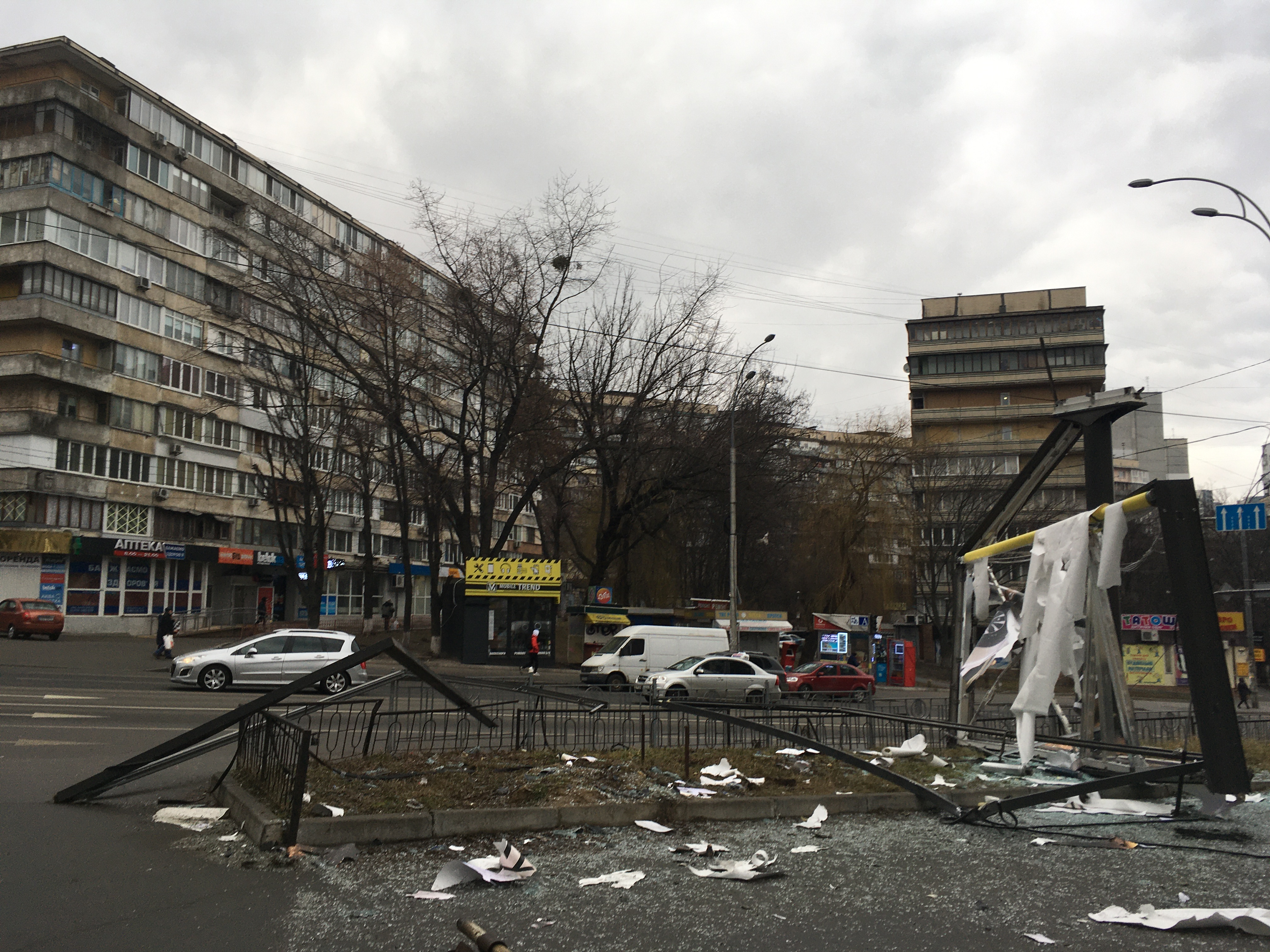
Наслідки ракетного удару по Голосіївському району Києва
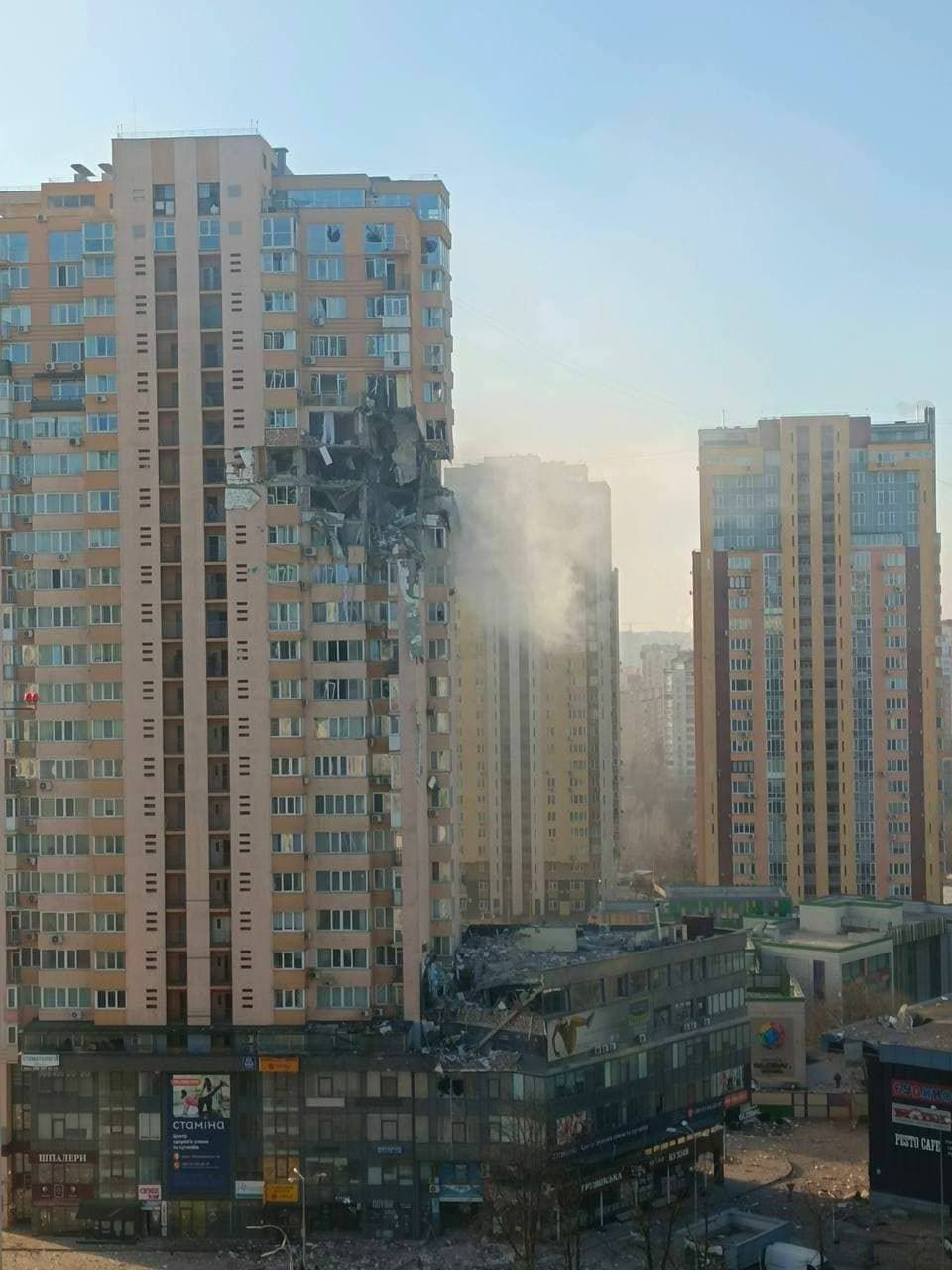
Будинок у Києві (проспект Валерія Лобановського, 6-А) після обстрілу 26 лютого
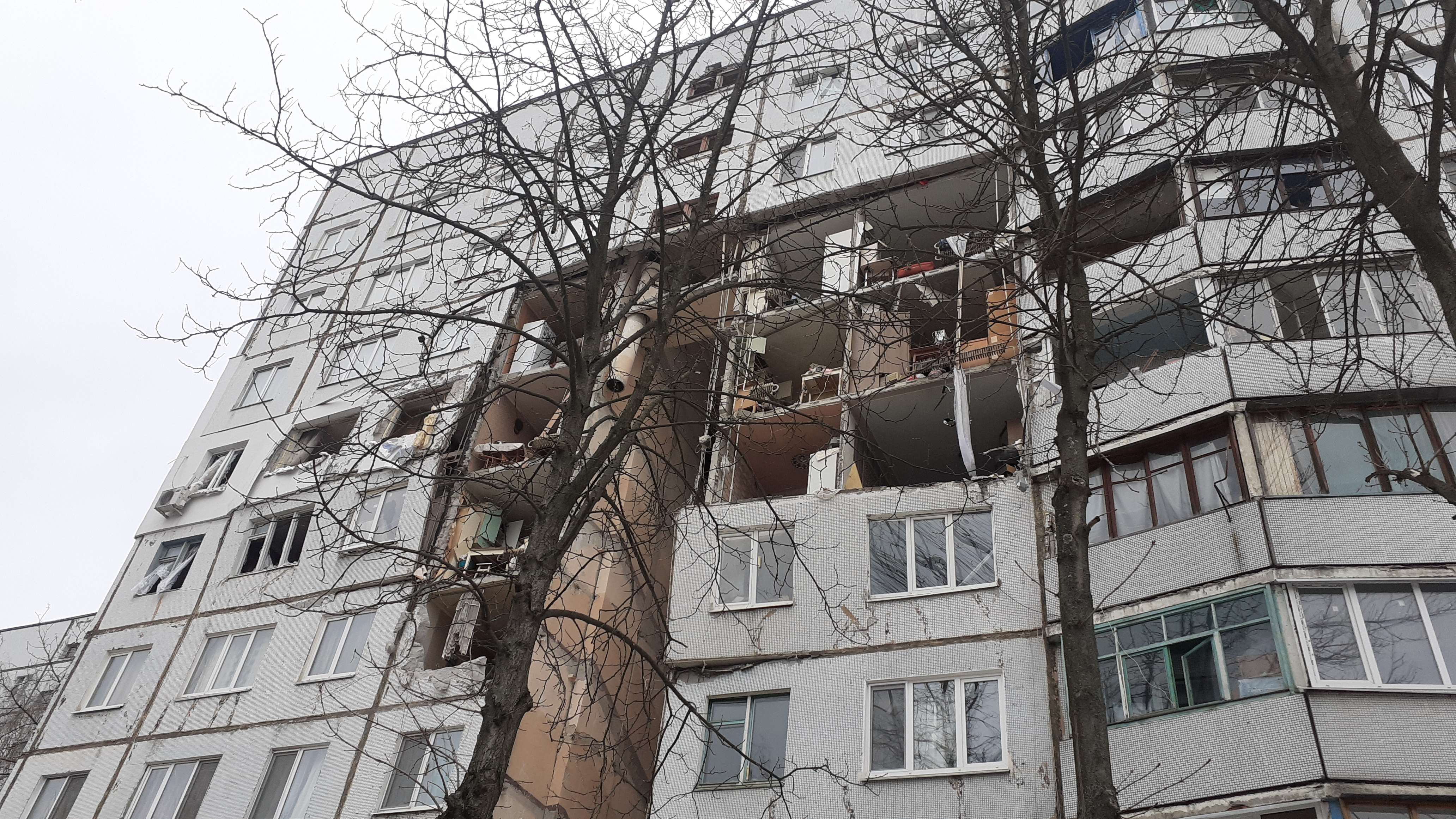
Будинок у Харкові (вулиця Бучми, 40-А) після обстрілу 26 лютого
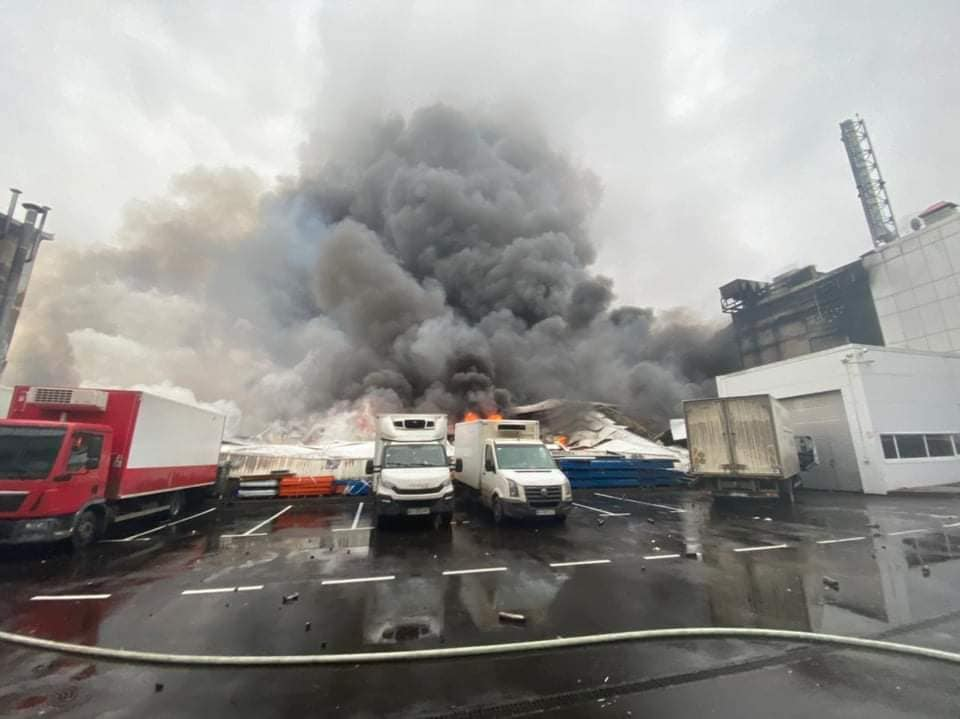
Руйнування в с. Чайки, Бучанський район на Київщині
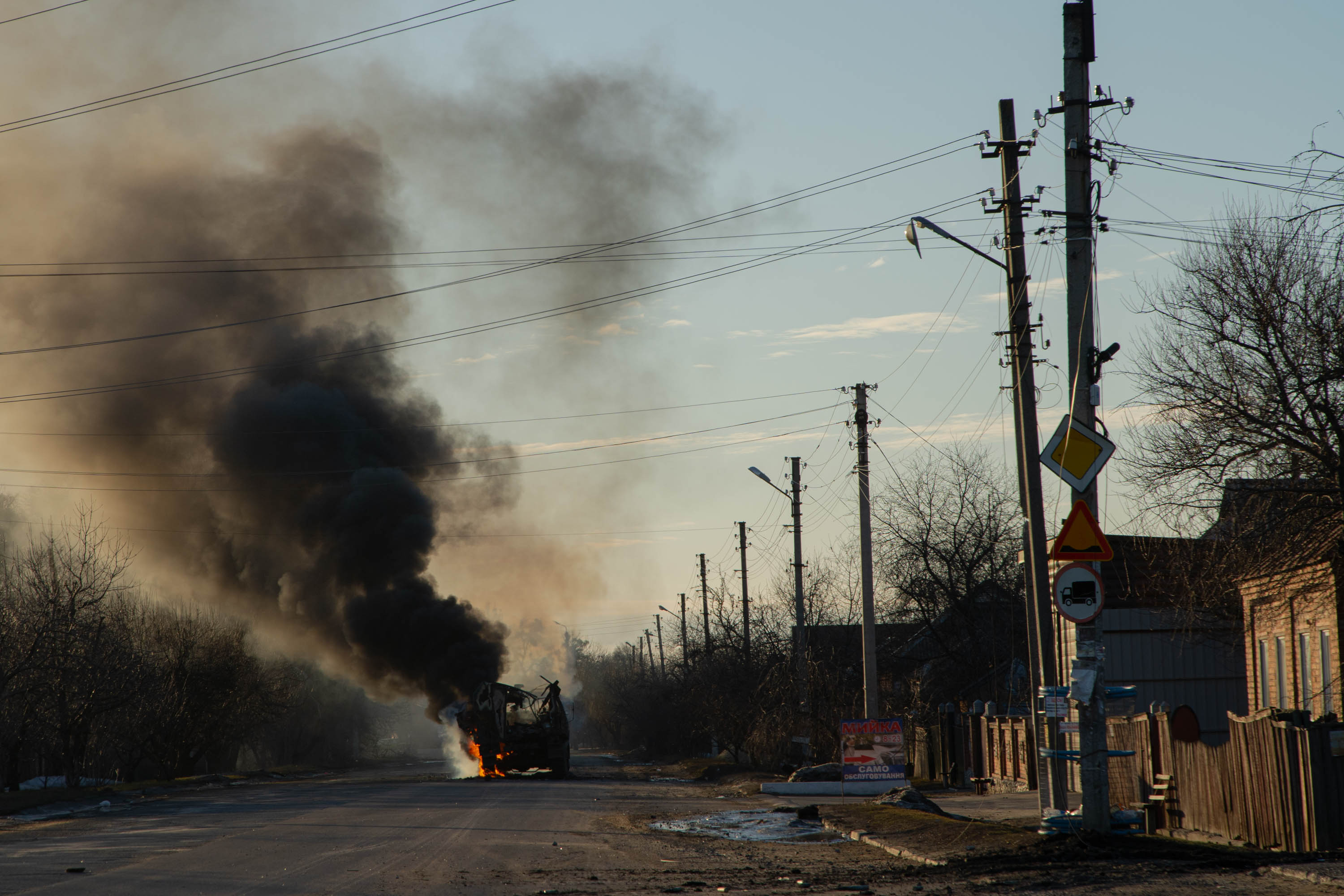
Автобус палає на дорозі з Києва до Харкова

### Березень 2022
1 березня російські війська обстріляли Охтирку, зруйнувавши військову частину, загинуло багато українських солдатів. Продовжилися обстріли Харкова. Шторм у Чорному морі завадив висадці російського десанту в районі Одеси та Миколаєва. В Краснопіллі відбувся перший у цій війні обмін полоненими. Почалася евакуація цивільних з Волновахи на Донеччині. Російські війська розпочали фізично знищувати українські телекомунікації, обстріляли телевежу в Києві, що призвело до тимчасової зупинки трансляції телеканалів (та радіомовлення). Ворожі снаряди загрожували пам'ятнику Жертвам Бабиного Яру. Водночас окупанти зіткнулися з нестачею продовольства і високоточних боєприпасів, а також перебоями в їх доставці.
Опівдні 2 березня Генштаб ЗСУ повідомив, що українські війська на окремих напрямках «починають перехоплювати ініціативу в російських окупантів», зокрема ворожий наступ припинився на Волинському, Чорнобильському, Чернігівському напрямках, напрямках на Малин та Ірпінь, на рубежах Богодухів, Чугуїв, Шевченкове. Жителі Енергодара, зібравшись на масовий мітинг, намагались не впустити в місто окупантів.

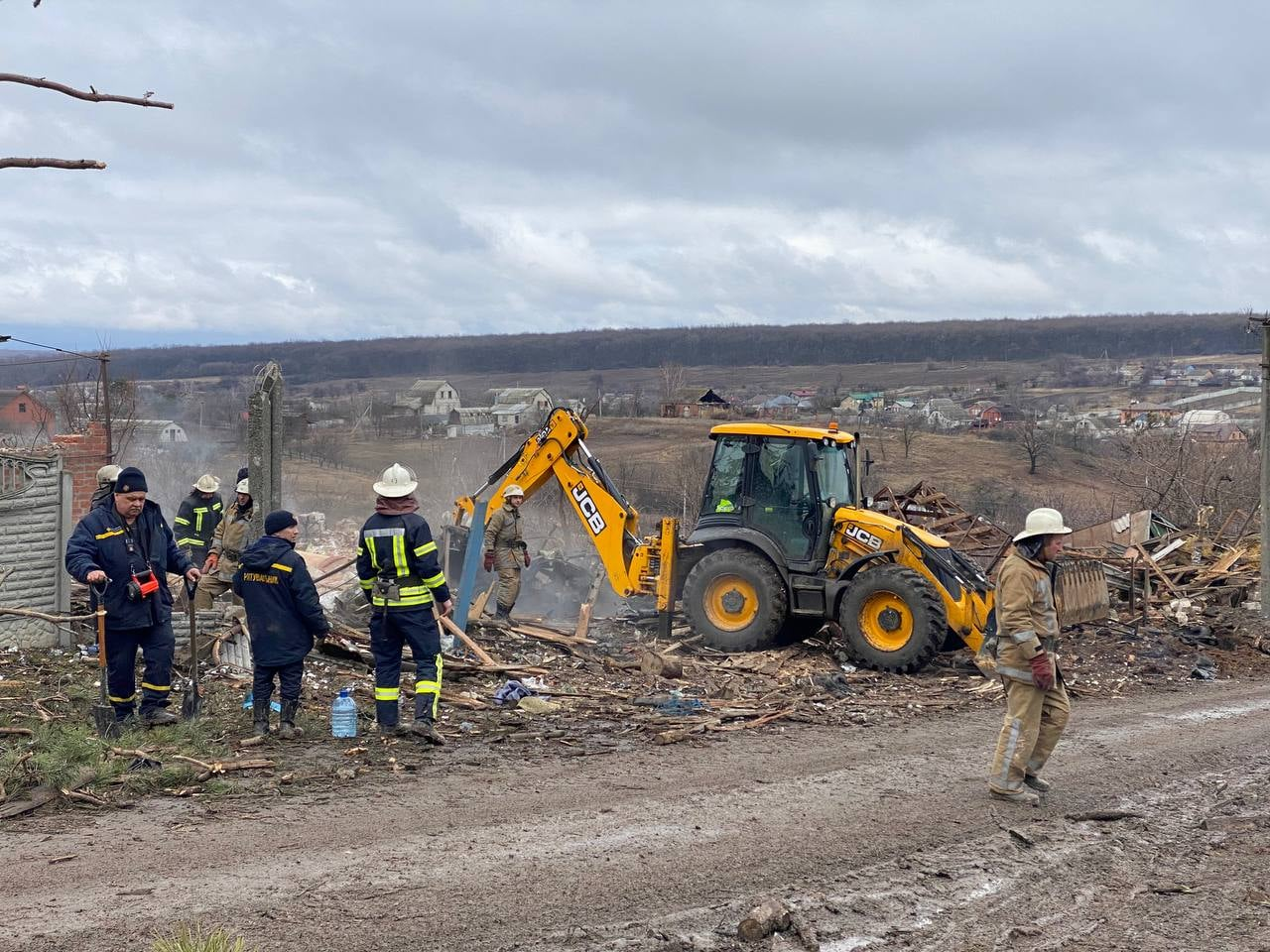
Розбір завалів після російського авіанальоту

Наступного дня пресслужба Генерального штабу Збройних сил України повідомила, що російсько-окупаційні війська не досягнули успіху майже на всіх напрямках, на яких здійснювали просування вперед.

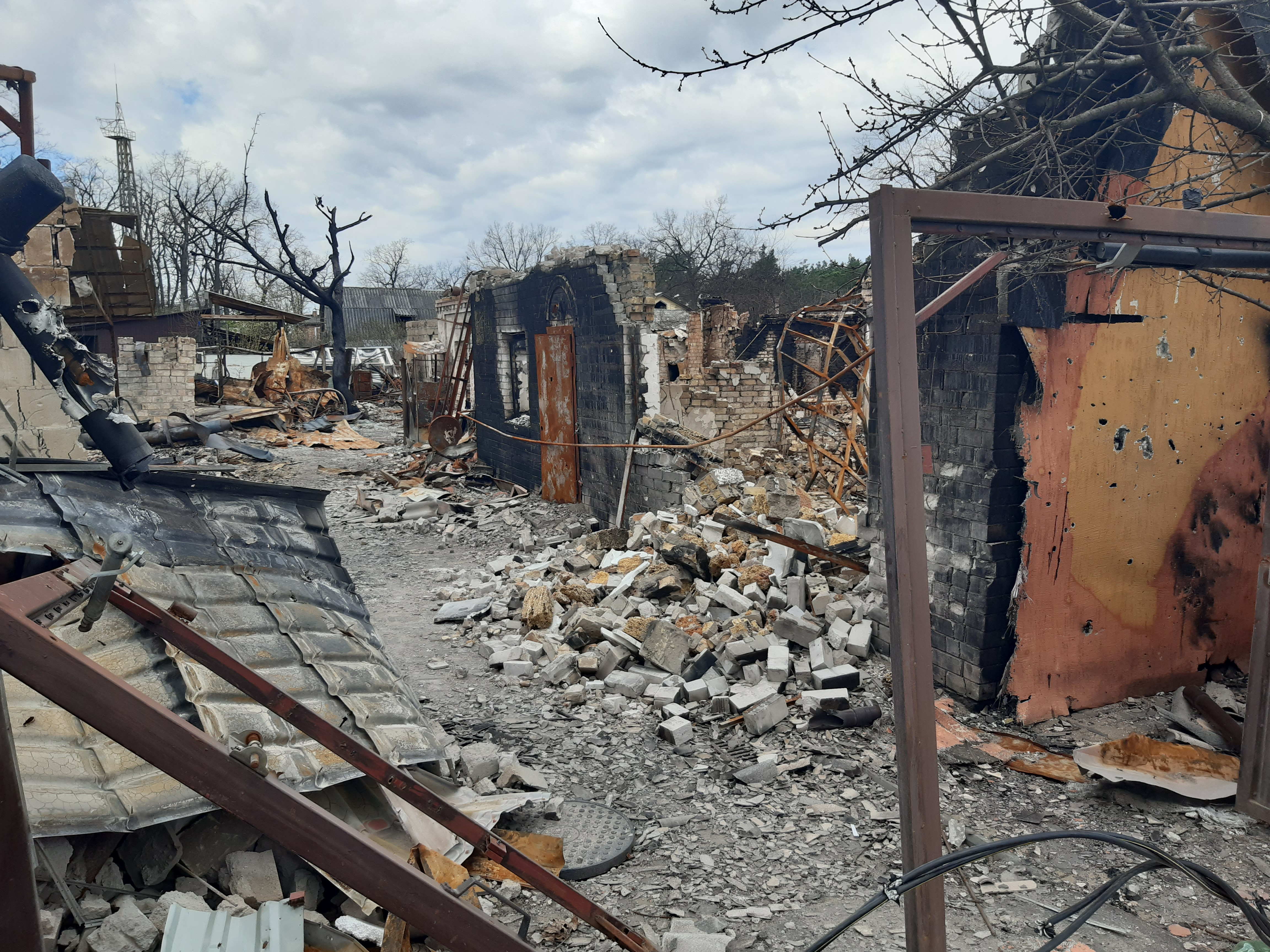
Ірпінь після російського вторгнення

Вночі 4 березня російські війська обстріляли енергоблоки Запорізької АЕС, виникла пожежа. Українські військовики звільнили аеропорт «Кульбакине» від окупантів. Основні зусилля російських військ були спрямовані на оточення Києва та Харкова, на терор і придушення опору в заблокованих населених пунктах.
Держсекретар США Ентоні Блінкен заявив, що він переконаний у можливості України виграти цю війну з Росією, та відзначив «надзвичайну стійкість» українського народу. Білорусь, як і раніше, не провадила активних військових дій проти України.
Російське Міноборони запевнило, що наказало своїм військам припинити вогонь для евакуації цивільного населення з Києва, Маріуполя, Харкова і Сум. Але пропоновані ним маршрути евакуації допускали евакуацію тільки в Росію і Білорусь. Українські офіційні особи не підтвердили оголошене Москвою припинення вогню.
У наступні дні темп просування ворожих військ значно сповільнився, окупанти були деморалізовані та зайнялися мародерством. Україна і РФ погодили 9 березня режим тиші та евакуацію цивільних за 6-ма коридорами з 9:00 до 21:00. Попри це, російські війська скинули авіабомбу в район лікарні та пологового будинку в Маріуполі. Верховна Рада ухвалила закон, яким цивільним особам до кінця війни дозволено застосовувати проти російських військових особисту, мисливську та отриману від влади зброю, причому вони не нестимуть відповідальності за вбивство чи поранення окупантів. Право участі у всенародному спротиві надали також іноземним громадянам та особам без громадянства.
В рамках перемовин між Україною та Росією за посередництвом Туреччини 10 березня відбулася зустріч міністра закордонних справ України Дмитра Кулеби та міністра закордонних справ РФ Сергія Лаврова у місті Анталія. Головним питанням було домовитися про перемир'я на добу. Крім того, як повідомив Кулеба за результатами зустрічі, його завданням було домовитись про гуманітарний коридор із Маріуполя для вивезення цивільних і доставки гуманітарних вантажів в обложене місто. Але Голова МЗС Росії Сергій Лавров на пресконференції за підсумками переговорів заявив про готовність Москви продовжувати діалог. Він зазначив, що попередні три раунди контактів з українськими представниками на білоруській території привели до певного прогресу.
Після 10 березня 2022 року російська авіація була вимушена зменшити інтенсивність ударів по цивільній інфраструктурі України, бо на цей момент ЗСУ мали достатню велику щільність ПЗРК, отриманих від партнерів із Заходу. Цілісність покриття української ППО на той момент вдалось відновити суттєвою мірою, зенітні засоби вдалось роззосередити так, щоб вони надійніше прикривали об'єкти інфраструктури та мали менше ризиків потрапити під вогонь росіян. Тому вже за підсумками березня 2022 року відсоток збиття крилатих ракет РФ тримався на рівні 20-30 %.
Зранку 11 березня російські війська з різними інтервалами обстріляли з повітря аеродроми в Луцьку, Івано-Франківську та цивільну фабрику в Дніпрі. ЗСУ звільнили від російських окупантів п'ять населених пунктів у Чернігівській області. В Запоріжжі, Бердянську, Мелітополі тривали акції цивільного спротиву військам загарбників. Державна прикордонна служба України повідомила, що російські штурмовики СУ, із зальотом на територію України з Білорусі, здійснили бомбардування української території, після чого завдали авіауадарів по території Республіки Білорусь з метою провокації. У Міністерстві оборони Білорусі заперечили заяву про бомбардування.
В Ірпені окупанти 13 березня розстріляли іноземних журналістів, раніше пов'язаних із New York Times.
У Запорізькій області мешканці міст, тимчасово окупованих російськими військами, як і в попередні дні, продовжили збиратися на акції протесту проти загарбників. Нарешті розпочалася евакуація частини населення блокадного Маріуполя, проте гуманітарний конвой (вантажу) не вдалося доправити до міста. Україна домовилася з РФ про 10 гуманітарних коридорів (з Маріуполем) на 14 березня, з яких спрацювало лише 7 (без Броварського напрямку). Продовжилися обстріли Харкова та Києва російськими військами. Уламки їхньої збитої ракети впали на дорогу на Куренівці. Невдовзі після того, як на ЧАЕС відновили постачання електрики, окупанти знову знеструмили її. За повідомленням Головного управління розвідки, російські війська стали цілеспрямовано знищувати українську сільськогосподарську техніку.
15 березня до Запоріжжя дісталися перші біженці з обложеного Маріуполя. Українськими воїнами були успішно відбиті атаки загарбників. Херсонська область повністю опинилася під окупацією. Більшість районів перебували без світла, газу та води, в деяких районах припинилося постачання харчів.
У Генштабі Збройних сил 16 березня повідомили, що Україні вдалося завдати «нищівних ударів по угрупованнях військ окупантів» на тимчасово зайнятих територіях, а на окремих напрямках — перейти у контрнаступ. Війська РФ продовжили завдавати ракетно-бомбові удари по інфраструктурі та густонаселених районах українських міст. Вперше з початку війни зазнали бомбардувань цивільні об'єкти у Запоріжжі, окупанти завдали удару по Олександрівському району міста Запоріжжя, скинули бомбу на Драматичний театр у Маріуполі, де ховалися від обстрілів сотні мирних мешканців міста. Володимир Зеленський у виступі перед Конгресом США заявив про ініціативу створити новий союз держав U-24, який швидко реагуватиме на майбутні прояви агресії. Міжнародний суд у Гаазі ухвалив проміжне рішення на користь України за позовом проти Росії з ухвалою, що Росія повинна негайно зупинити свої військові операції. Росію виключили з Ради Європи.
До 18 березня окупанти досягли певного успіху лише в Донецькому операційному районі — заблокували вихід до Азовського моря. Зупинений підрозділами Сил оборони, ворог завдавав ракетно-бомбових ударів із застосуванням як високоточної зброї, так і боєприпасів невибіркової дії. Окупанти продовжували частково блокувати Чернігів, Суми та Харків.
19 березня війська України знищили кілька колон техніки окупантів в Миколаївській і Сумській областях. З'явилися дані про знищення командувача 8-ї загальновійськової армії Південного військового округу збройних сил РФ генерал-лейтенанта Андрія Мордвічева. На тимчасово окупованій території Донецької області Росія оголосила чергову хвилю мобілізації, піднявши граничний вік мобілізованих до 65 років. За висновком Пентагону 22 березня, російські війська за майже місяць війни так і не вирішили проблему поповнення ресурсів, отримали проблеми з логістикою, зв'язком і комунікацією та навіть теплим одягом.
Українські війська кілька разів конкурували з російськими за Макарів. Дев'ять разів поспіль ЗСУ розбивали угрупування збройних сил РФ у селі Чорнобаївка, що була потрібна окупантам як майданчик для наступу на Миколаїв. 23 березня ЗСУ взяли в кільце міста Буча, Ірпінь та смт Гостомель Бучанського району, а наступного дня підірвали російський десантний корабель «Саратов» у порту Бердянська.
24 березня ЗСУ вдесяте знищило окупантів під Чорнобаївкою, за кілька днів досягнувши кількості перемоги там до 12-и.
Наприкінці березня окупанти зосередили атаки на сховищах пального, щоб ускладнити українцям логістичне забезпечення та створити гуманітарну кризу. Не будучи в змозі просуватися по землі, російські війська збільшили кількість повітряних атак по житлових та інфраструктурних районах. Через значні втрати РФ стала залучати військовослужбовців з частин забезпечення, зокрема і з навчальних закладів. Спроби набору добровольців виявилися малорезультативними. В останні дні березня війська РФ відійшли від Києва, зосередившись на східному напрямку. 31 березня ЗСУ звільнили Бучу, а окупанти покинули Чорнобильську АЕС.

### Квітень 2022

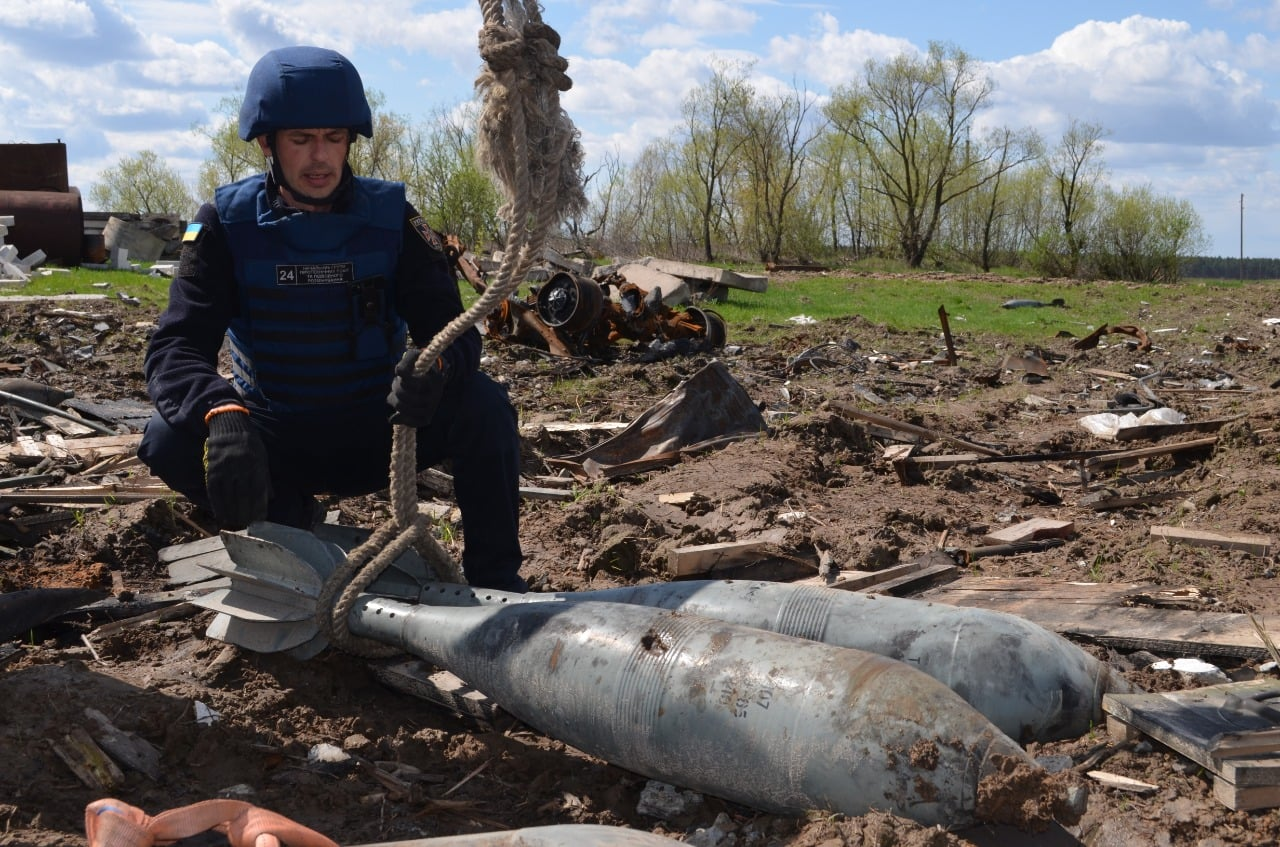
Знешкодження українською ДСНС нерозірваних мін 240 мм.

Починаючи ще з 30 березня Генштаб ЗСУ почав фіксувати відхід сил російських військ з території Київської області. 6 квітня головнокомандування російської армії оголосило про вивід своїх військ з Півночі України. У Кремлі заявили, що так зване відведення підрозділів армії РФ з Київської області — це «жест доброї волі»
За 1—2 квітня українські війська звільнили всю територію Київської області. Російські війська продовжили ракетні обстріли Дніпра, Кривого Рогу, Миргорода, Шепетівки, Балаклії, Харкова та Павлоградського району, перебили газогін під Сєвєродонецьком. Надалі головні зусилля ворога зосередилися на укріпленні позицій на Таврійському та Південнобузькому напрямках, тривали обстріли Харкова. За тиждень ЗСУ повністю звільнили, після Київщини, Житомирщину, Чернігівщину та Сумщину. Почалося відновлення інфраструктури та перебудова логістичних ланцюжків для запуску економіки цих регіонів. В Україну стали повертатися іноземні дипломати, евакуйовані перед початком вторгнення.
На окупованих територіях загарбники надалі посилювали мобілізацію та укріплювали свої позиції, зазнавши невдач у подальшому просуванні фронту. 13 квітня українські військовики 2 ракетами Нептун поцілили у російський ракетний крейсер «Москва», що на початку вторгнення пропонував здатися захисникам острова Зміїний. Пошкоджений корабель затонув пізніше під час шторму. Після того зросла частота ракетних обстрілів української території російськими військами як помста за крейсер. Зокрема, ракетних атак зазнали Харків, Київ, Львів.
У квітні представник космічних сил США генерал Девід Томпсон телеканалу NBC повідомив, що Росія намагається перешкодити Україні використовувати глобальну систему позиціонування (GPS), дані яких використовуються для навігації, картографії та інших цілей.
Загострилася ситуація в Маріуполі. Бійці полку «Азов» та 36-ї окремої бригади морської піхоти, які боронять місто, неодноразово зверталися з проханням провести евакуацію мирних мешканців, яким загрожує смерть від російських агресорів, а також провести деблокаду міста. 11 квітня оборонці Маріуполя повідомили, що по заводу «Азовсталь», який розташований у місті, було скинуто отруйну хімічну речовину, проте через окупацію міста перевірити цю інформацію було неможливо. 13 квітня підрозділи, які обороняють Маріуполь, пішли на з'єднання і успішно провели цю операцію в межах міста. 19 квітня на завод «Азовсталь» росіяни скинули надпотужну бомбу, хоча в укриттях підприємства перебували цивільні люди. Представники української влади (Володимир Зеленський, Дмитро Кулеба, Олексій Арестович та інші) неодноразово заявляли, що Маріуполь — це «червона лінія» у переговорах з Росією і якщо місто буде «добите», то в України буде лише одне завдання — повне знищення ворога. У середині квітня росіяни неодноразово пропонували оборонцям міста здатися в полон, проте всі пропозиції українські військовики відхилили.
Після тактичної перемоги України у Київській, Чернігівській і Сумській областях та відступу Росії звідти більшість російських підрозділів, які тут здійснювали бойові дії та геноцид, передислокували на схід України, зокрема на Донбас і Харківщину. У ЗМІ почала ширитися інформація про початок «битви за Донбас» уже найближчим часом.
18 квітня в етері національного телемарафону «Єдині новини» секретар РНБО Олексій Данілов заявив, що вранці цього дня битва за Донбас почалася наступом російських військ на всій лінії фронту. Це підтвердив у вечірньому зверненні того ж дня Президент Володимир Зеленський. Тоді ж голова Луганської ОВА Сергій Гайдай заявив, що росіяни взяли під контроль місто Кремінну, йдуть вуличні бої. Вранці 19 квітня ворог пішов у наступ по всій лінії фронту на Донецькому та Таврійському напрямках. Попри всі зусилля, на Донеччині, в Запорізькій і Херсонській областях за квітень фронт на колишній лінії розмежування суттєво не змінився. На півночі Харківської області українські війська трохи просунулися в бік кордону і продовжили утримувати агресора на північному сході від міста. На кордоні з Донецькою областю окупаційні сили, захопивши Ізюм, намагалися просуватися на Слов'янськ і до села Барвінкове. Частково захоплений Маріуполь продовжив спротив, зокрема неприступним для військ РФ виявився завод «Азовсталь». В російському війську почастішали випадки відмов і протестів проти наступу через значні втрати.
26 квітня за ініціативи США на авіабазі «Рамштайн» у Німеччині відбулася зустріч глав оборонних відомств і начальників штабів понад 40-а держав світу для координації збройної допомоги Україні. За підсумками зустрічі де-факто було створено антиросійську коаліцію. Німеччина приєдналася до країн-надавачів зброї. Велика Британія та Франція ухвалили постачати в Україну артилерію та зенітно-ракетні комплекси.
Раніше, 6 квітня 2022 року, в Сенаті США і 28 квітня 2022 року в Палаті представників 417 голосами проти 10 голосів був прийнятий закон про ленд-ліз для оборони демократії Україною від 2022 року. Захід остаточно визначився зі своєю позицією: посилювати санкції проти Росії та підтримувати Україну фінансово і постачанням зброї аж до її перемоги.

### Травень 2022
1 травня під час інтерв'ю італійському телебаченню голова МЗС Росії Сергій Лавров заявив, що в Україні панує нацизм, оскільки «найбільші антисеміти — самі євреї». Ці слова спричинили хвилю обурення і критику політики Ізраїлю щодо України, висловлена думка, що Ізраїль більше не може лишатися осторонь війни в Україні. Путін згодом своєрідно вибачився за слова Лаврова перед прем'єр-міністром Ізраєлю Нафталі Беннетом.
5 травня в Іспанії затримали проросійського пропагандиста Анатолія Шарія, підозрюваного в державній зраді України.
Біля острова Зміїний 7 травня українські війська знищили десантний корабель і два зенітні ракетні комплекси. В ніч на 8 травня оперативне командування «Південь» повідомило про знищення біля острова трьох російських катерів. Того ж дня завершилася евакуація з «Азовсталі» цивільних (крім поранених і медиків).
9 травня президент США Джо Байден підписав ленд-ліз для України. Попри прогнози західних ЗМІ, Володимир Путін не оголосив цього дня мобілізації в Росії, як і не визнав, що Росія веде війну проти України.

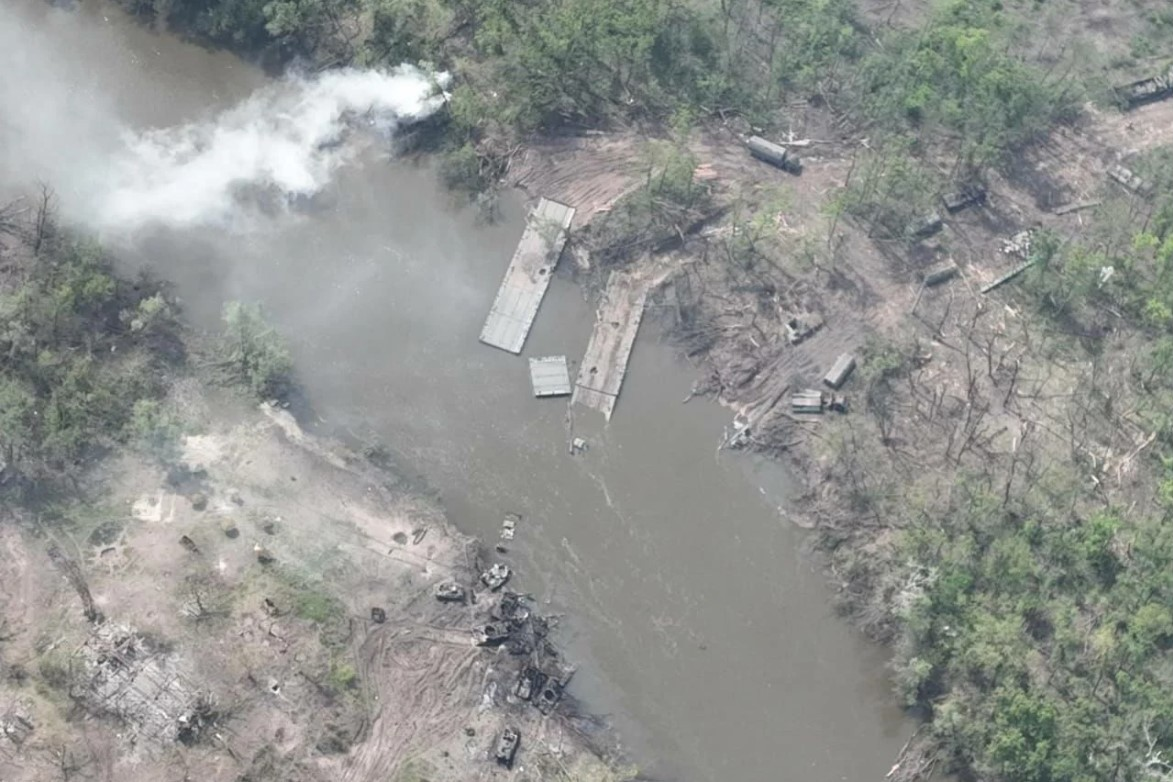
Розбита російська переправа через Сіверський Донець

Російські сили 11 травня зазнали великих втрат під час спроби переправитися через річку Сіверський Донець біля Білогорівки. 15 травня українські війська вийшли на кордон з Росією в Харківській області.
У ніч з 16 на 17 травня військовиків з «Азовсталі» евакуювали на територію окупованих Новоазовська та Оленівки для подальшої доставки на підконтрольну українській владі територію.
За три місяці війни втрати агресора, за оцінками британської розвідки, перевищили втрати в Афганістані за 9 років. Вона зауважила погану тактику Росії, обмежене прикриття з повітря, відсутність гнучкості та командного підходу.
Наприкінці травня російські сили розпочали наступ в районах Лиману, Попасної, Сєвєродонецька, Слов'янська. До 28 травня в районі Сєвєродонецька, Тошківки та Осколонівки ЗСУ відтіснили російські війська на раніше зайняті позиції. Пізніше окупанти просунулися вглиб Сєвєродонецька. Українським силам вдалось перетнути Інгулець і створити плацдарм на іншому березі.
31 травня Європейський Союз погодив ембарго на російську нафту, що зменшить її імпорт до кінця 2022 року на 90 %.

### Червень 2022

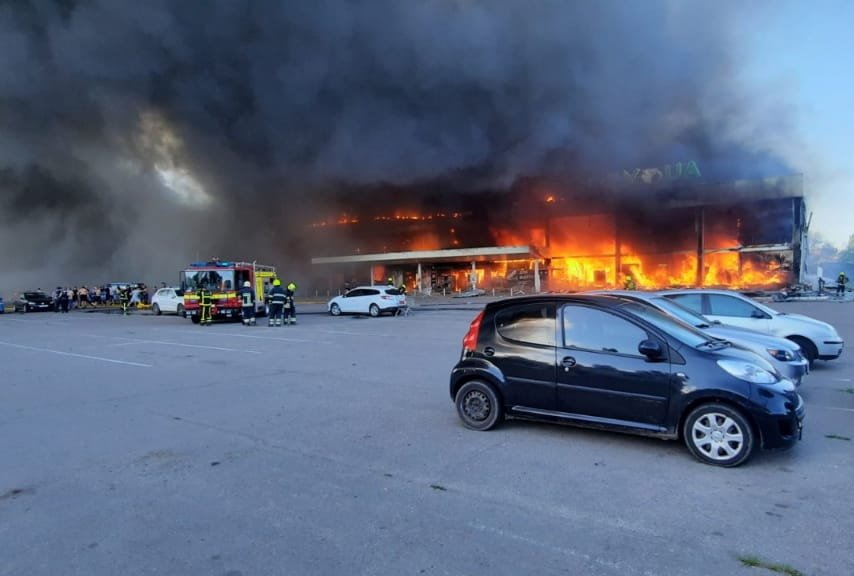
Торговий центр у Кременчуку після влучання російської ракети

У ході контрнаступу на Херсонщині ЗСУ звільнили понад 20 населених пунктів. 2 червня ЗСУ знищили в Дніпро-Бузькому лимані 2 швидкісні десантні катери росіян. Подальший херсонський контрнаступ ЗСУ відбувся на напрямках Киселівка, Солдатське та Олександрівка. Лінію фронту вдалося відсунути на кілька кілометрів від Запоріжжя.
Німеччину Україна та інші держави неодноразово звинувачували у зволіканні з поставками зброї. Канцлер Німеччини Олаф Шольц після відвідання України разом з Емманюелем Макроном 17 червня заявив, що німецьке важке озброєння надійде вчасно, щоб переломити хід бойових дій на Донбасі.
За повідомленням британської розвідки, берегова оборона України значною мірою нейтралізувала здатність Росії встановити контроль на морі. Внесок у це зробили потоплення українськими військами російського буксира «Василій Бех» 17 червня, який перевозив зброю, удари 20 червня по бурових нафтогазових вишках, захоплених у 2014 році, та ракетний удар по окупованому острову Зміїний.
Європейська рада надала Україні статус кандидата в члени Європейського Союзу 23 червня. Україна запланувала виконати рекомендації Європейської комісії щодо початку переговорів про вступ до Європейського Союзу до кінця 2022 року.
Вночі 24 червня ЗСУ відійшли з Сєверодонецька на більш укріплені позиції. Бої за місто суттєво виснажили російські війська та змусили їх ослабити наступ на інших ділянках фронту.
У ніч на 27 червня в Росії вперше з 1918 року стався дефолт через накладені на неї внаслідок збройної агресії санкції. Наступного дня з території Росії завдали ракетного удару по торговому центру в Кременчуку, що президент України охарактеризував як «найбільш нахабний терористичний акт в історії Європи».
На саміті в Мадриді 29 червня НАТО оцінило Росію найбільшою загрозою. Генеральний секретар Єнс Столтенберґ заявив, що перед НАТО постали найбільші виклики з часів Другої світової війни.
Унаслідок обстрілів острова Зміїний, російські війська покинули його 30 червня. Таким чином Україна повернула дистанційний контроль над островом.

### Липень 2022

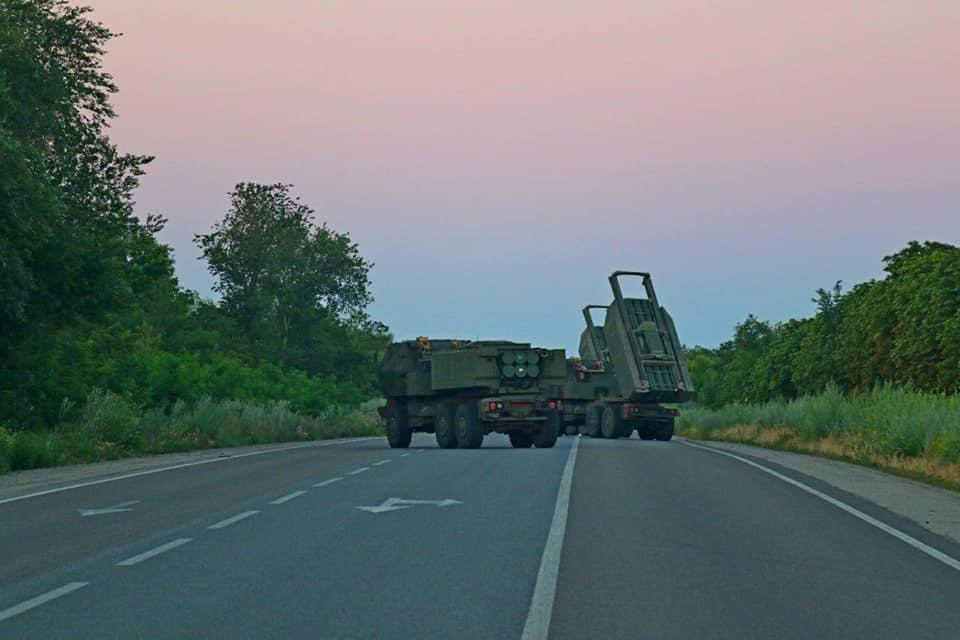
M142 HIMARS готується вести вогонь

ЗСУ вийшли з Лисичанська 3 липня. Водночас представник Міністерства оборони України Юрій Сак наголосив, що Лисичанськ російські війська не контролюють повністю.
На острові Зміїний 4 липня встановили український прапор, відзначивши цим повне повернення острова під контроль України. Речниця пресцентру оперативного командування «Південь» Наталія Гуменюк повідомила, що на решті території півдня України ЗСУ просуваються «повільно, але впевнено»..
Від 3 липня Росія не заявляла про захоплення нових територій, узявши, за словами російського керівництва, «оперативну паузу». Натомість російські підприємства будь-якої форми власності зобов'язали забезпечувати своєю продукцією російські «спеціальні воєнні та антитерористичні операції».
Наступи армії РФ уповільнилися через системне знищення українськими військовиками російських складів боєприпасів у глибокому тилу. Удари завдавалися передусім високоточною артилерією HIMARS на відстані до 80 км. Очевидно, як відповідь на неможливість наступу Росія здійснила акти тероризму проти цивільних: ракетні удари по Часовому Яру 9 липня та по центру Вінниці 14 липня.
Головнокомандувач ЗСУ Валерій Залужний 18 липня повідомив Голові об'єднаного комітету начальників штабів США генералу Марку Міллі, що ситуацію на фронті стабілізовано.
22 липня Україна з Туреччиною та ООН підписала угоду про безпечне вивезення зерна через Чорне море. Одеські морські порти «Одеса», «Чорноморськ» і «Південний» відновили роботу, що зробило можливим експорт зерна в Туреччину. 23 липня Росія порушила угоду з ООН, Туреччиною та Україною про ненапад і атакувала ракетами порт «Одеса».
24 липня оприлюднено подробиці справи про державну зраду екс-голови Управління Служби безпеки України в Криму Олега Кулініча під кураторством колишнього заступника секретаря РНБО Володимира Сівковича, який забезпечив швидке захоплення південних областей України. При цьому Кулініч і Сівкович приховали інформацію про плани щодо наступу армії РФ з Криму від керівництва СБУ і держави. Слідство з'ясувало, що Кулініч і Сівкович працювали на російські спецслужби щонайменше з червня 2019 року і створили основу для швидкого захоплення південних регіонів України.
У 20-х числах липня ЗСУ вивели з ладу всі три мости, що вели в окупований Херсон через Дніпро, унеможлививши цим надходження на правий берег російської військової техніки.
Поблизу селища Оленівка в Донецькій області вночі з 28 на 29 липня Росія підірвала колонію, де утримувалися полонені бійці ЗСУ, порушивши тим самим зобов'язання перед міжнародними організаціями про збереження життя та здоров'я полонених.

### Серпень 2022

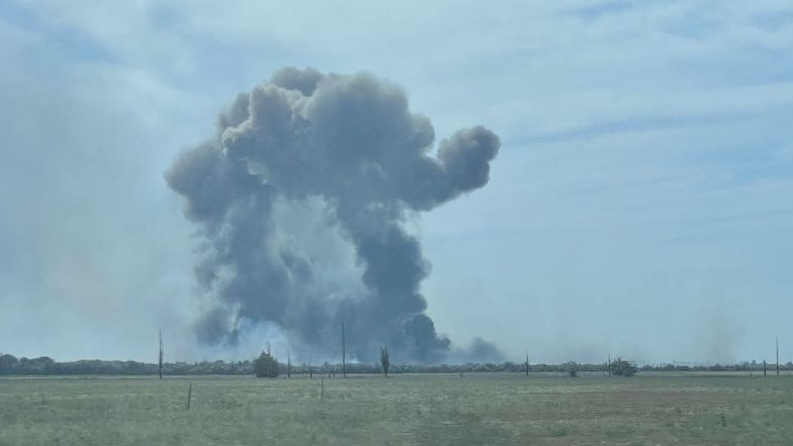
Вибух на аеродромі в Криму

ЗСУ продовжили стримувати окупаційні війська, відбиваючи їхні спроби просунутися вглиб країни, та перерізаючи шляхи постачання мостами. Обстрілами було виведено з ладу Антонівський і Каховський мости у Херсонській області, де Росія зосередила свої сили.
5 серпня окупанти обстріляли Запорізьку АЕС, що спричинило загрозу її нормальній роботі.
9 серпня у Сакському районі Криму сталися вибухи на аеродромі, де базувалися російські військові літаки. У результаті знищено декілька літаків і військових. Спершу ні Україна, ні Росія не підтверджували причетності до цього ЗСУ. 7 вересня ЗСУ підтвердили, що це вони завдали ракетних ударів по цій та інших авіабазах.
Вибухи 16 серпня в Джанкойському районі знищили великий склад боєприпасів РФ і перервали залізничне сполучення між материковою Україною та Кримом. 18 серпня відбулися вибухи на аеродромі «Бальбек» біля Севастополя та в Керчі, а в наступні дні — в Євпаторії, Бахчисараї, Севастополі та селі Молочне (Сакський район), зокрема в штабі Чорноморського флоту РФ. В той же час російські війська продовжили ракетні обстріли українських міст.
24 серпня російські окупанти ракетами вдарили по залізничній станції Чаплине у Дніпропетровській області. Внаслідок цього удару загинули 15 людей, близько 50 були пораненими. Про це заявив президент Володимир Зеленський у виступі по відеозв'язку перед Радою безпеки ООН На ранок 25 серпня кількість жертв зросла до 25 людей.
Міністерство оборони Великої Британії з посиланням на дані розвідки, повідомило 24 серпня, що «Наступ [Росії] на Донбасі йде мінімально, і Росія очікує великої контратаки України». Армія РФ «значно деградувала», дипломатичний вплив Росії зменшився, а «довгострокові економічні перспективи похмурі».

### Вересень 2022

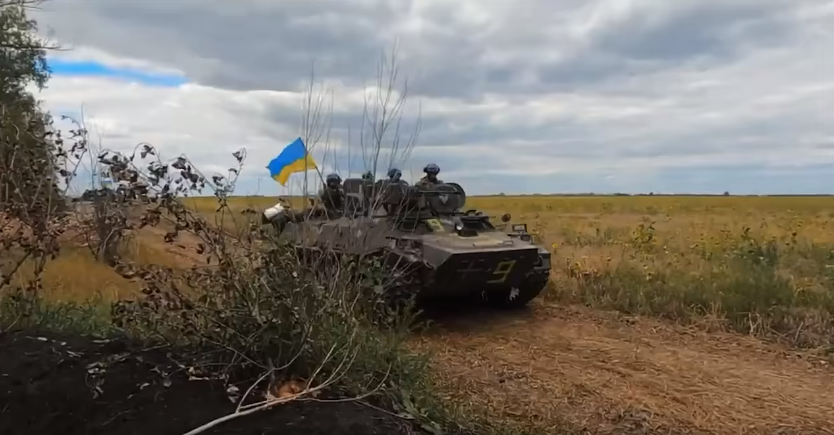
Українська БМП під час контрнаступу на Харківщині

На початку вересня Запорізьку АЕС відвідала група фахівців МАГАТЕ для оцінки загрози від її обстрілів російськими військами.
Контрнаступ України на Херсонщині змусив росіян зосередити значну частину своїх військ на півдні. Скориставшись цим, 7 вересня ЗСУ просунулися щонайменше на 20 км на контрольовану Росією територію на сході Харківщини. ЗСУ далі стрімко просунулися вглиб окупованих територій: 8 вересня звільнили Балаклію, 10 вересня — Куп'янськ. Російські війська опинилися під загрозою оточення. Окупанти разом з колаборантами стали масово відступати з Луганщини, покинули Ізюм і Вовчанськ. Вони без боїв покинули також Кремінну, однак 14 вересня частково повернулися. Контрнаступ, розробка якого довго трималася в таємниці (в тому числі від США), виявився несподіваним для російських військ, які очікували його на півдні України.
У ніч на 21 вересня відбувся великий обмін полоненими, в ході якого з російського полону звільнили 215 українських бійців, зокрема захисників «Азовсталі», в обмін на Віктора Медведчука.
Вранці 21 вересня Путін у своєму зверненні оголосив про часткову мобілізацію в Росії та про підтримку проросійських референдумів на території окупованих областей України. Згідно з версією The Washington Post, мобілізація була оголошена у зв'язку з дуже високими втратами російської армії на фронті. Хоча офіційною метою Росія озвучила призов 300 тис. бійців, західна розвідка повідомила, що реальна мета передбачає більшу кількість. Початок мобілізації спричинив масову еміграцію потенційних призовників з Росії — за наступні п'ять днів із країни виїхали понад 260 тис. чоловіків.
До кінця місяця ЗСУ просувалися щонайменше на двох напрямках на схід від річок Оскіл і Сіверський Донець. Російські сили, проводячи на окупованих територіях фіктивні референдуми для їхнього входження до складу РФ, посилили оборону.

### Жовтень 2022

Наслідки вибуху на Керченському мосту

З жовтня набув чинності закон про ленд-ліз для України.
Українські військові 1 жовтня зайшли до Лиману на Донеччині, а 2 жовтня повністю зачистили місто від окупантів.
Зранку 8 жовтня на мосту через Керченську протоку між Кримом і Кубанню стався вибух. У результаті обвалилася автомобільна дорога та загорілися залізничні цистерни. Російський Національний антитерористичний комітет заявив, що на мосту стався підрив вантажного автомобіля.
У наступні дні після пошкодження мосту відбулися обстріли українських міст. Обстрілів зазнали Київ, Львів, Запоріжжя, Харків, Вінниця, Тернопіль, Дніпро, Миколаїв. Подальші атаки з 10 до 22 жовтня були по енергетичній інфраструктурі України з метою завдати гуманітарних збитків. Обстріли призвели до віялових відключень електроенергії по всій країні.
З початку мобілізації з Росії в Україну було спрямовано близько 41 тис. військовослужбовців. Водночас їхні втрати різко зросли наприкінці місяця — до майже 1 тис. військовослужбовців на день, через погане оснащення та ослаблення підтримки артилерією.

### Листопад 2022

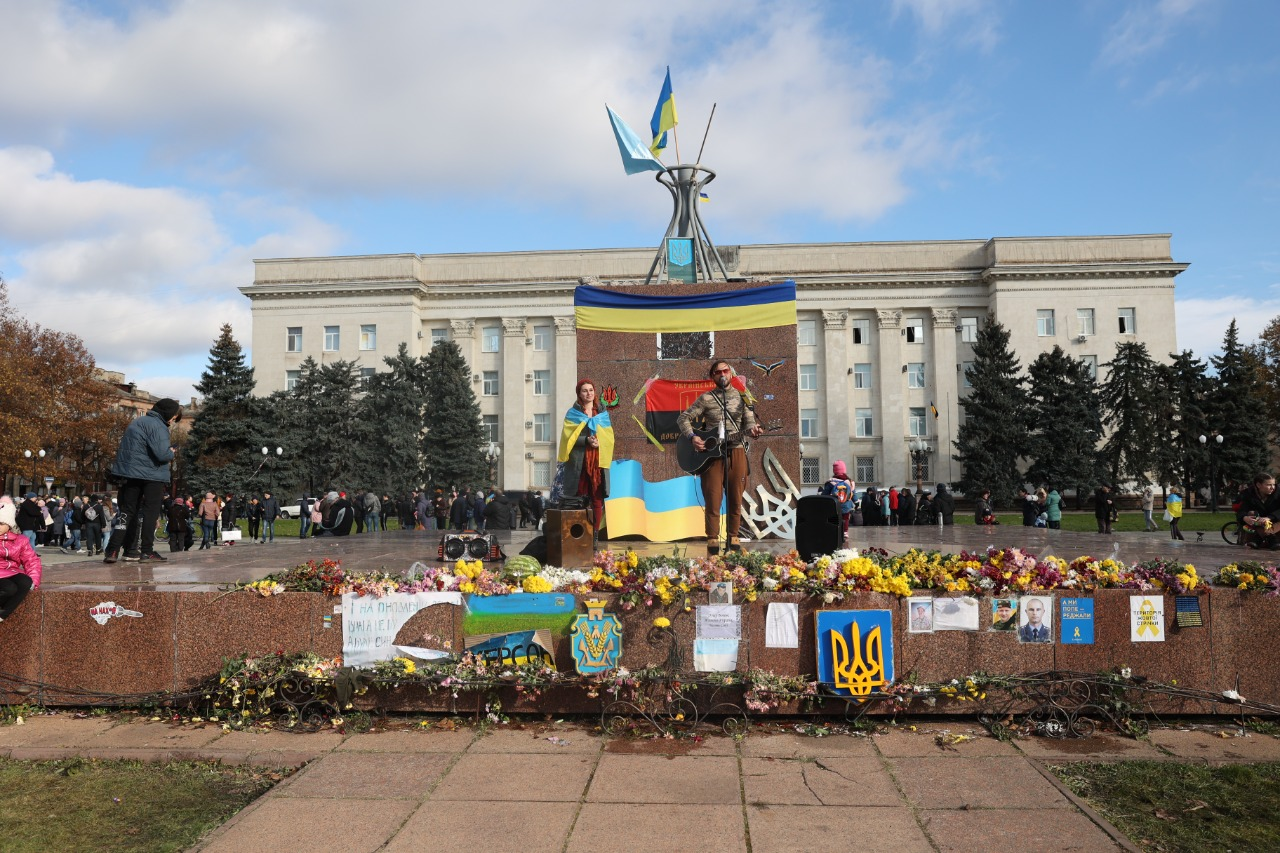
Центр Херсона після звільнення з-під російської окупації

На початку листопада з'явилися ознаки відступу російських військ із Херсона. Міністерство оборони Росії 9 листопада віддало наказ своїм військам покинути західний (правий) берега річки Дніпро. Оцінки українських і зарубіжних союзних аналітиків розділилися: перші вбачали в цьому обманний маневр, другі — справжній відступ, зумовлений виснаженням армії окупантів. 11 листопада ЗСУ ввійшли у покинутий росіянами Херсон.
Росія завдала серії ракетних ударів по цивільній інфраструктурі, найбільші з яких припали на 15 і 23 листопада. Європарламент 23 листопада визнав Росію державою-спонсором тероризму та державою, яка застосовує засоби тероризму.
Від російських ракетних обстрілів також постраждали Польща та Молдова.

### Грудень 2022
Головні бої в грудні зосередилися в Бахмуті. Від активних бойових дій найбільше потерпали його східні околиці. Українська авіація здійснила дві атаки на аеродром у російському місті Енгельс: 5 і 26 грудня. Атаки відбувалися ударними безпілотниками та завадили використанню ворогом стратегічних бомбардувальників проти України.
До середини місяця ЗСУ звільнили, за різними підрахунками від 41 тис. км2 до 78 тис. км2 території України, окупованих Росією з 24 лютого. Втрати Росії станом на грудень перевищили 100 тис. військових убитими.

### Січень 2023
На початку 2023 року головні бої точилися за Соледар Донецької області біля Бахмута. Російська сторона кілька разів заявляла про отримання контролю над містом. В новорічну ніч Росія завдала ракетних обстрілів по Україні з метою вивести з ладу електропостачання, проте очікуваної шкоди завдати не зуміла. Ще серія менших атак була спрямована проти цивільної інфраструктури. 18 січня керівництво МВС України загинуло внаслідок авіакатастрофи в Броварах.
Європарламент 19 січня ухвалив резолюцію про створення спеціального трибуналу для вищого керівництва РФ та Білорусі через збройну агресію проти України.

### Лютий 2023

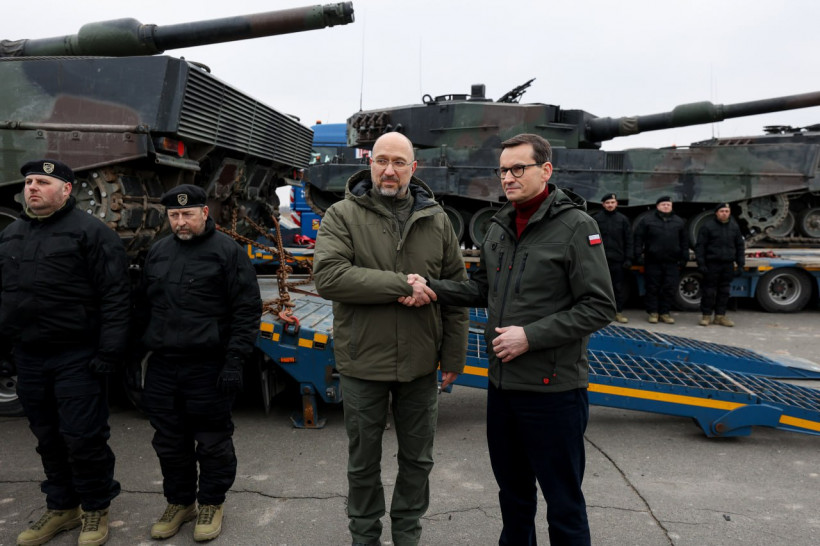
Денис Шмигаль та Матеуш Моравецький зустрічають в Україні перші танки Leopard 2, надані Польщею 24.02.2023

У січні-лютому українська влада очікувала посилення російського наступу. Бахмут залишався найбільш гарячою точкою на всій лінії фронту. Втрати російських військ суттєво зросли в лютому через їхню погану підготовку до наступу. 26 лютого ЗСУ підтвердили підрив російського розвідувального літака А-50У на аеродромі «Мачулищі» білоруськими партизанами. Літак проводив радіолокаційну розвідку для завдання ракетно-дронових ударів по Україні. Україна домоглася отримання танків Leopard 2.

### Березень 2023
До середини березня кількість російських атак, що відбувалися за попередніми напрямками, зменшилася. 20 березня в Інституті вивчення війни зазначили, що масштабний весняний наступ російської армії наближається до кульмінації і Україна має гарні можливості для початку контрнаступу.

### Квітень 2023
Місцем головних боїв лишався Бахмут, ситуація в місті була динамічна. ЗСУ утримували оборонні позиції, водночас ведучи підготовку до свого контрнаступу. Також активні бої тривали на Куп'янському, Лиманському, Авдіївському та Мар'їнському напрямках. З кінця квітня Росія поновила обстріли українських міст.

### Український контрнаступ 2023 року

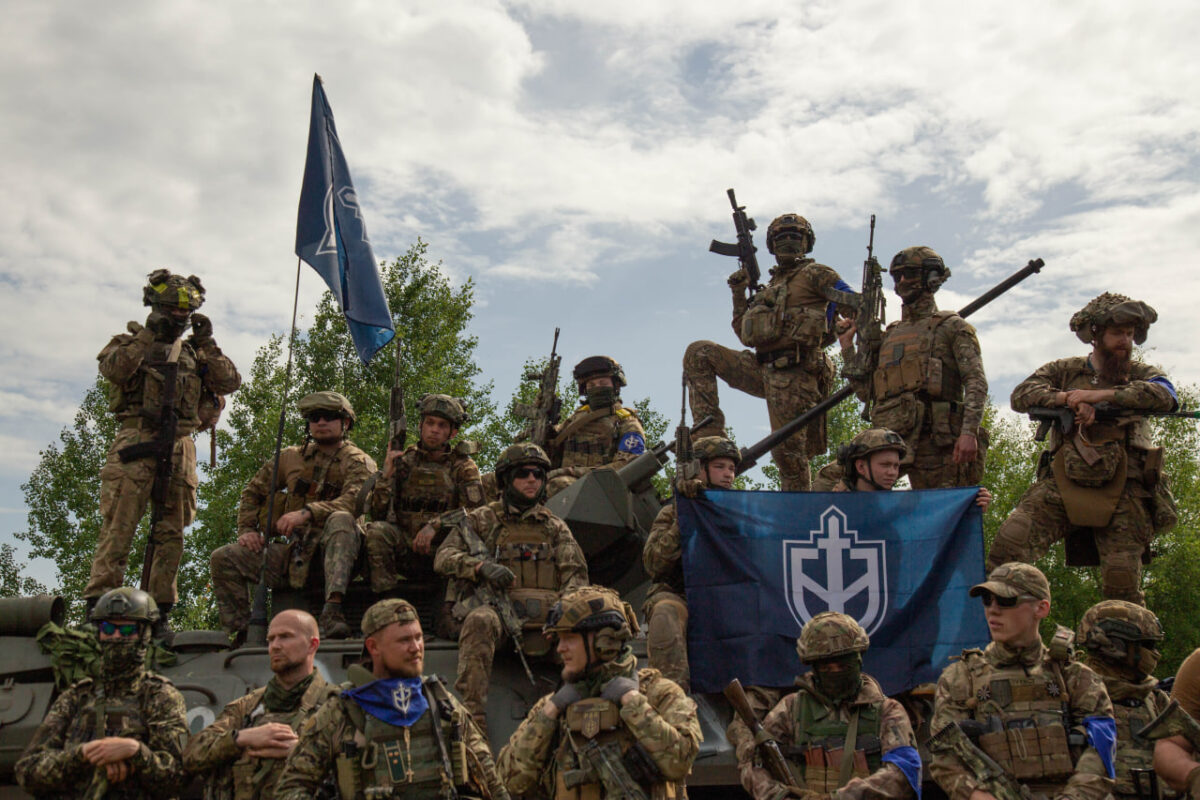
Бійці Російського добровольчого корпусу

У першій половині травня ЗСУ відстоювали західний край Бахмута, водночас почавши його оточення з флангів. Лінія розмежування часто змінювалася.
3 травня Кремль зазнав атаки дроном. Досі невідомо, хто завдав удару по резиденції президента країни-агресора.
Україна отримала далекобійні (понад 250 км) ракети Storm Shadow. Україна посилила свої можливості щодо відбиття російських атак із повітря з прибуттям західних систем протиповітряної оборони. Деякі удари по містах вдалося відбити повністю.
22 травня війська Російського добровольчого корпусу і Легіону «Свобода Росії», які служать у складі ЗСУ, проникли в Бєлгородську область.

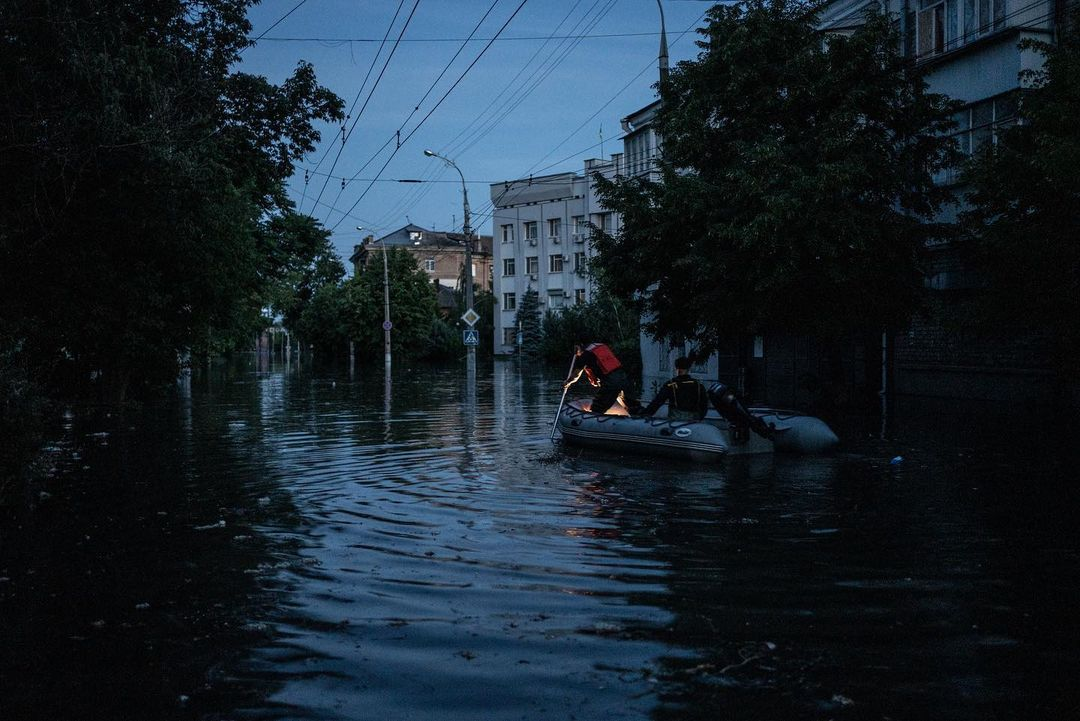
Затоплення в Херсоні

В Бєлгородській області Росії тривали бої між збройними силами РФ і Російським добровольчим корпусом, що зосередилися на місті Шебекіно.
6 червня зранку російська окупаційна армія підірвала Каховську гідроелектростанцію в Херсонській області, що зумовило підтоплення розташованих нижче за течією Дніпра населених пунктів.
Ракетний удар ЗСУ 22 червня по Чонгарському мосту, що з'єднує Крим із материковою Україною, позбавив російські війська змоги постачати зброю та живу силу з Криму коротким шляхом.
23 червня Євген Пригожин, власник російської ПВК «Вагнер», який перед цим неодноразово критикував російське керівництво, звинуватив Міноборони РФ в обстрілі своїх позицій. Бійці ПВК повернулися з території України до Росії та захопили військові об'єкти, розташовані в Ростові-на-Дону. Проте вже наступного дня сили Пригожина відступили в обмін на закриття відкритої проти Пригожина кримінальної справи за посередництва Олександра Лукашенка.
На початку місяця ЗСУ здобули тактичну перевагу на бахмутському напрямку та перейшли від оборони до наступу.
До пакету військової допомоги від США, оголошеному 7 липня, ввійшли, окрім іншого, касетні боєприпаси.

### Бої за Авдіївку
10 жовтня 2023 року, через 3 дні після нападу Хамасу на Ізраїль, російські війська почали новий етап штурму міста. Під артилерійськими та авіаційними обстрілами міста російські війська почали обхід українських укріплень, охоплюючи місто із заходу та з півночі. До грудня вони змогли підійти до Авдіївського коксохімічного заводу. В лютому російські війська здійснили прорив між заводом і житловими кварталами. 17 лютого 2024 року українські війська вийшли з Авдіївки та прилеглих сіл.

### Бойові дії в 2023 році
| Січень | Лютий | Березень | Квітень | Травень | Червень | Липень | Серпень | Вересень | Жовтень | Листопад | Грудень |
| ------ | ----- | -------- | ------- | ------- | ------- | ------ | ------- | -------- | ------- | -------- | ------- |

### Бойові дії в 2024 році
| Січень | Лютий | Березень | Квітень | Травень | Червень | Липень | Серпень | Вересень | Жовтень | Листопад | Грудень |
| ------ | ----- | -------- | ------- | ------- | ------- | ------ | ------- | -------- | ------- | -------- | ------- |

### Бойові дії в 2025 році
| Січень | Лютий | Березень | Квітень | Травень | Червень | Липень | Серпень | Вересень | Жовтень | Листопад | Грудень |
| ------ | ----- | -------- | ------- | ------- | ------- | ------ | ------- | -------- | ------- | -------- | ------- |

## Реакція Білорусі
Від початку широкомасштабної російсько-української війни, територію Білорусі Росія використовувала як плацдарм для наступу на Україну. Самопроголошений президент Білорусі Олександр Лукашенко заявив 24 лютого, що білоруські війська не беруть жодної участі у цій війні, але «якщо треба, будуть».
27 лютого він підтвердив, що з території Білорусі відбувалися ракетні удари, вмотивувавши їх тим, що з України начебто готувалися удари по територіях проведення військових навчань. Водночас Лукашенко заявив, що військ його держави в Україні нема.
4 березня 2022 року ГУР МО України повідомило, що з території Білорусі з аеродрому Ліда вертолітна бригада армійської авіації здійснює бойові вильоти для завдання ударів по Україні.
25 березня 2022 року білоруський добровольчий батальйон імені Кастуся Калиновського склав присягу та ввійшов до складу Збройних сил України.

## Міжнародна реакція

Міжнародна реакція на російське вторгнення в Україну 2022 року
----
Країни, які засудили вторгнення
Країни, які дотримуються нейтральної позиції
Країни, які схвалили вторгнення / заперечують вину Росії
Немає даних
----
Росія
Україна

Російське вторгнення в Україну отримало широкий міжнародний осуд з боку урядів і міжурядових організацій, що зумовило введення нових санкцій проти Росії, які спричинили російську фінансову кризу. Реакція урядів у всьому світі загалом була негативною, критика та осуд звучали з боку багатьох провідних країн, зокрема Великої Британії, США, Франції, Німеччини, Японії. Європейський Союз запровадив заборону російським літакам використовувати повітряний простір ЄС, заборону SWIFT для деяких російських банків, заборонив деякі російські ЗМІ. Міжнародні організації, зокрема ООН та НАТО, також висловили осудження воєнної агресії РФ. Шириться бойкот Росії та Білорусі з боку неурядових організацій у сферах розваг, ЗМІ, бізнесу та спорту.

Країни, що закрили повітряний простір для російських літаків
Росія
Україна
Окуповані території (Крим, ОРДЛО)

### Візити лідерів іноземних держав на знак підтримки

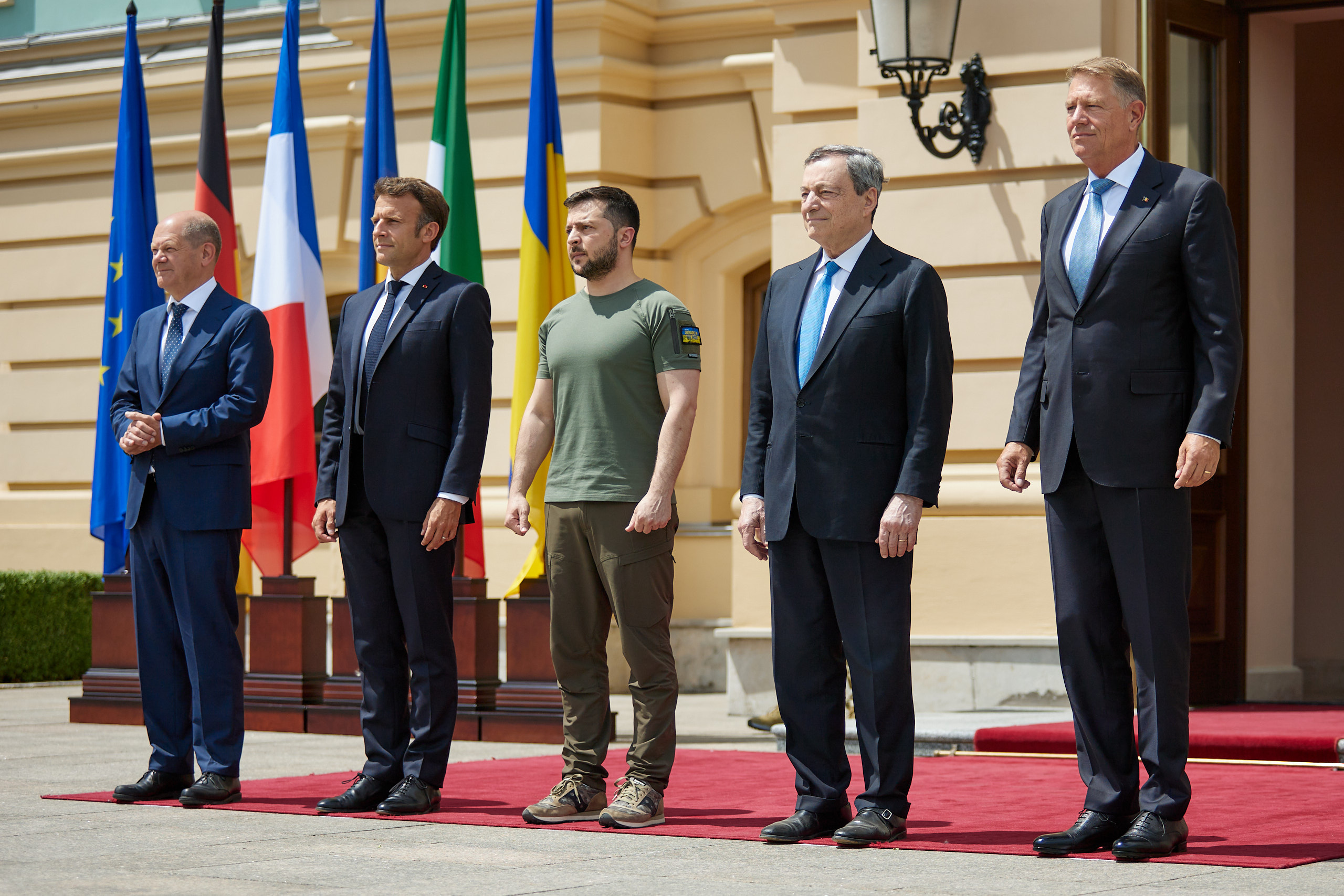
Європейські лідери в Україні, 16 червня 2022 рік

Візити західних лідерів до України під час повномасштабного російського вторгнення як вияв підтримки України почалися 15 березня з візиту Прем'єр-міністра Польщі Матеуша Моравецького, Прем'єр-міністра Чехії Петра Фіали та Прем'єр-міністра Словенії Янез Янши, а також віцепрем'єр-міністра Польщі з питань безпеки, лідера правлячої партії «Право і Справедливість» Ярослава Качинського до Києва.
Потім були візити прем'єра Словаччини, Португалії. Прем'єр-міністри Іспанії, Данії, Румунії, Болгарії, Канади, Фінляндії, Люксембургу, Австралії, Швеції, Ірландії, Нідерландів. В Україні побували президенти Польщі, Латвії, Литви, Естонії, Німеччини, Словаччини, Франції, Індонезії, Молдови, Гватемали, Литви, Туреччини; канцлер Німеччини. Деякі, як колишній прем'єр-міністр Британії Борис Джонсон, — по кілька разів. До Києва приїжджали також президентка Єврокомісії Урсула фон дер Ляєн, генсек ООН Антоніу Гутеріш, держсекретар США Ентоні Блінкені, голова Пентагону Ллойд Остін, а також міністри закордонних справ різних країн. У лютому 2023 року Україну вперше за 15 років відвідав президент США — Джо Байден.

### Фінансова та правова допомога Україні
Генасамблея ООН засудила вторгнення Росії і закликала негайно вивести війська з України. За відповідну резолюцію проголосувала 141 країна, 5 були проти і 35 утрималися. Міжнародний суд ООН в Гаазі 16 березня 2022 року зобов'язав Росію припинити розпочаті 24 лютого 2022 року воєнні дії в Україні. Рада ООН з прав людини створила комісію з розслідування військових злочинів проти українців.

### Тренування спеціалістів
Більшість країн НАТО, які надають Україні зброю, також проводять навчання українських військових.
На додаток до них, Камбоджа, яка не постачає Україні зброю, але з самого початку підтримала Україну політично, проводить навчання українських саперів; у країні ще залишилося багато мін з часів війни проти «червоних кхмерів», і камбоджійські сапери є одними з найдосвідченіших у світі.

### Санкції проти Росії

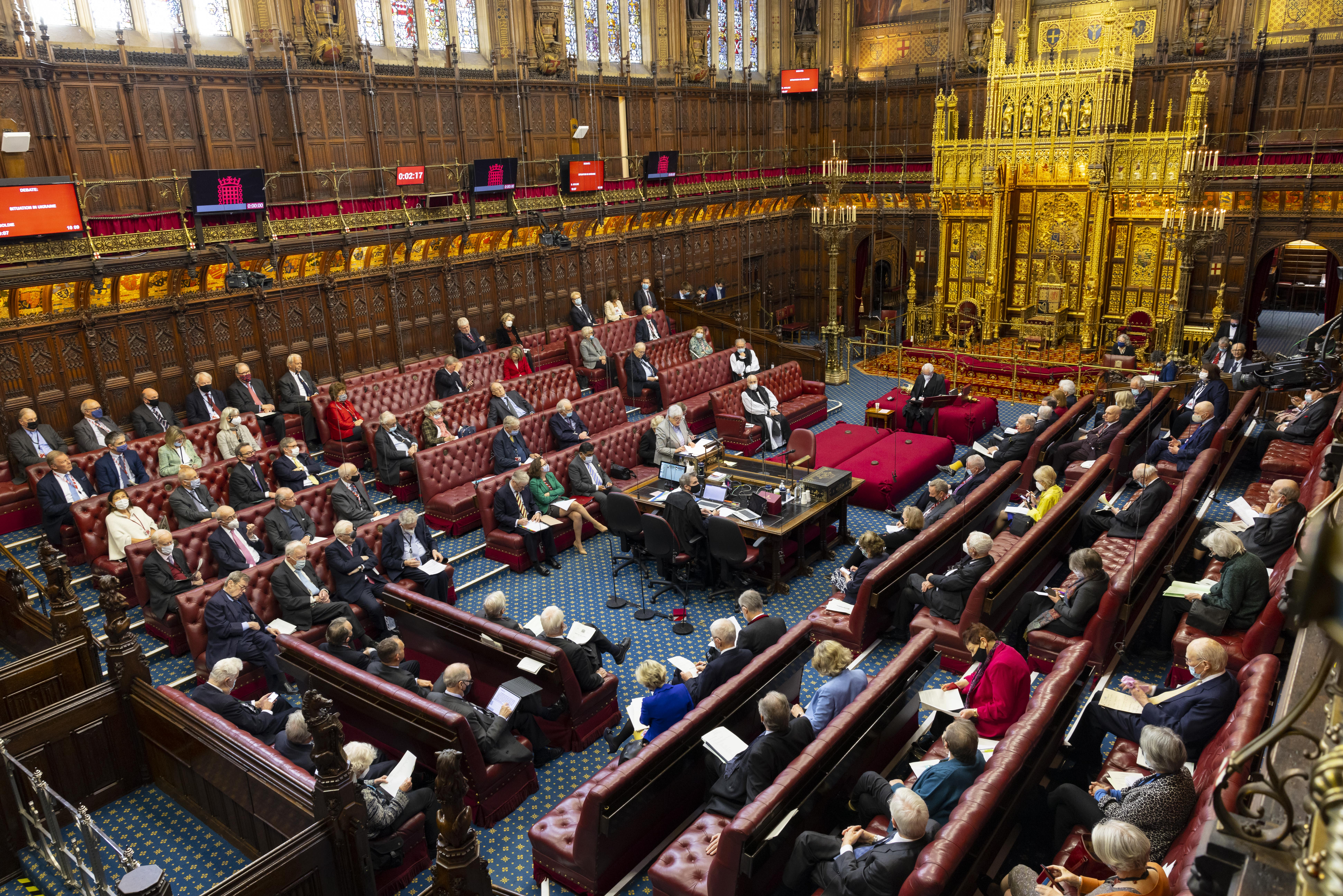
Британська Палата лордів обговорює ситуацію в Україні

#### Держави та наддержавні утворення
ООН
- Генеральний секретар ООН Антоніу Гутерреш закликав Росію зупинити агресію проти України, а посли Франції та США заявили, що 25 лютого 2022 року нададуть резолюцію до Радбезу ООН[330].

Рада Європи
- 25 лютого Рада Європи припинила членство Росії в усіх своїх органах за порушення її статуту, а саме статті 3 (про повагу до верховенства права та фундаментальних свобод)[331]. Також було припинено спрощену видачу віз громадянам Росії[332].

Європейський союз
- Верховний представник ЄС із питань зовнішньої політики Жозеп Боррель повідомив, що Росія зіткнулася з «безпрецедентною ізоляцією» через її напад на Україну і зазнає «найжорсткіших санкцій», які коли-небудь запроваджував ЄС[333]. Європейський Союз 25 лютого заморозив активи президента Росії Володимира Путіна і міністра закордонних справ Сергія Лаврова[334].
- Швейцарія, яка асоціюється з ЄС, але не входить до нього, займала нейтралітет, однак 28 лютого запровадила проти Росії повний пакет санкцій Європейського Союзу[335].
- ЄС та країни «Великої сімки» 15 березня позбавили Росію преференцій від членства у Світовій організації торгівлі[336].
- Литва 2 квітня відмовилася від покупок російського газу[337]. Аналогічно вчинили Латвія та Естонія[338].

США
- Президент США Джо Байден запевнив, що «США і партнери відреагують спільно та рішуче. Світ притягне Росію до відповідальності»[339]. Наприкінці 24 лютого Джо Байден заявив: «Путін — агресор. Путін обрав цю війну. І тепер він і його країна зазнають наслідків», а також запевнив у запровадженні додаткових санкцій проти Росії, що «…призведе до серйозних витрат для російської економіки як негайно, так і з часом»[340]. Речник Держдепартаменту США Нед Прайс повідомив у інтерв'ю, що Зеленський «багато в чому представляє — навіть уособлює — демократичні прагнення та амбіції України — українського народу», а тому є ціллю № 1 для російської агресії[341]. Сполучені Штати повідомили також, що розглядають можливість накладення санкцій на Центральний банк РФ[342] і 3 березня вслід за ЄС заморозили активи російських мільярдерів і наближених до кремлівської влади людей[343]. Однак прохання України про закриття її неба для російських літаків було відхилене 4 березня. США, за словами речника Державного департаменту Неда Прайса, готові посилювати санкції проти Росії[344]. Президент Джо Байден 8 березня оголосив, що США припиняє імпорт російської нафти[345], а 11 березня заборонив імпорт з Росії алкоголю, діамантів і морепродуктів[346].

Велика Британія
- Велика Британія запровадила окремі санкції проти російських олігархів. До переліку потрапили власник футбольного клубу «Челсі» Роман Абрамович, бізнесмен Олег Дерипаска, голова «Роснефти» Ігор Сєчин, голова банку ВТБ Андрій Костін, голова «Газпрому» Олексій Міллер, власник трубопровідної компанії «Транснефть» Микола Токарєв і голова банку «Россия» Дмитро Лебедєв[347].

#### Організації
Багато світових компаній у галузях харчування, спорту, технологій, медіа, освіти та фінансів згорнули свою діяльність в Росії, у такий спосіб долучившись до санкцій.

### Санкції проти Білорусі
- Європейський Союз 27 лютого анонсував запровадження нових санкцій проти поточного режиму Білорусі на чолі з Олександром Лукашенком, якого Голова Європейської комісії Урсула фон дер Ляєн назвала «ще одним агресором у цій війні»[348].
- 2 березня Європейський Союз запровадив санкції проти 22 білоруських воєначальників[349].

### Підтримка Росії та співпраця з нею
Схвалення дій Росії висловили Білорусь, Сирія, Еритрея, Венесуела, Куба, Нікарагуа та М'янма.
Китай має з Росією пакт про співпрацю, що діятиме до 2026 року. Частиною пакту є умова, що Росія розглядає Тайвань як «невід'ємну частину Китаю». Після вторгнення Росії в Україну Китай заявив, що не надаватиме Москві військову підтримку, але зміцнює торгівлю, збільшуючи імпорт пшениці з Росії.
Пакистан та Індія мають тісні стосунки з Росією та продовжують економічну співпрацю, залишаючись нейтральними щодо війни. Ізраїль і Туреччина, що довго співпрацювали з Росією, виступили за те, щоб не відмовлятися від стосунків ні з Україною, ні з Росією.

### Протести проти війни

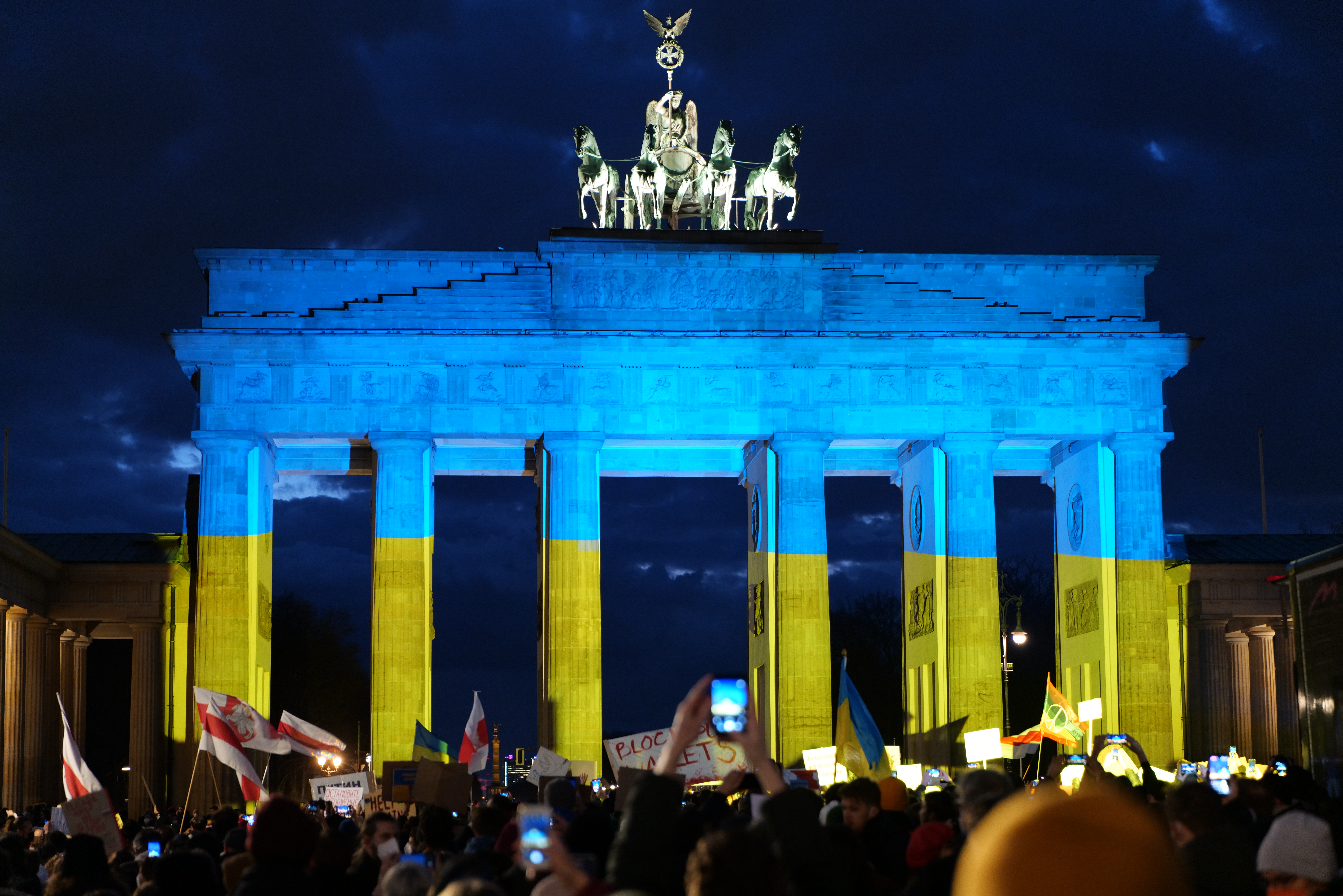
Бранденбурзькі ворота засвітилися кольорами українського прапора під час акції солідарності в Берліні, Німеччина, 24 лютого 2022 року.

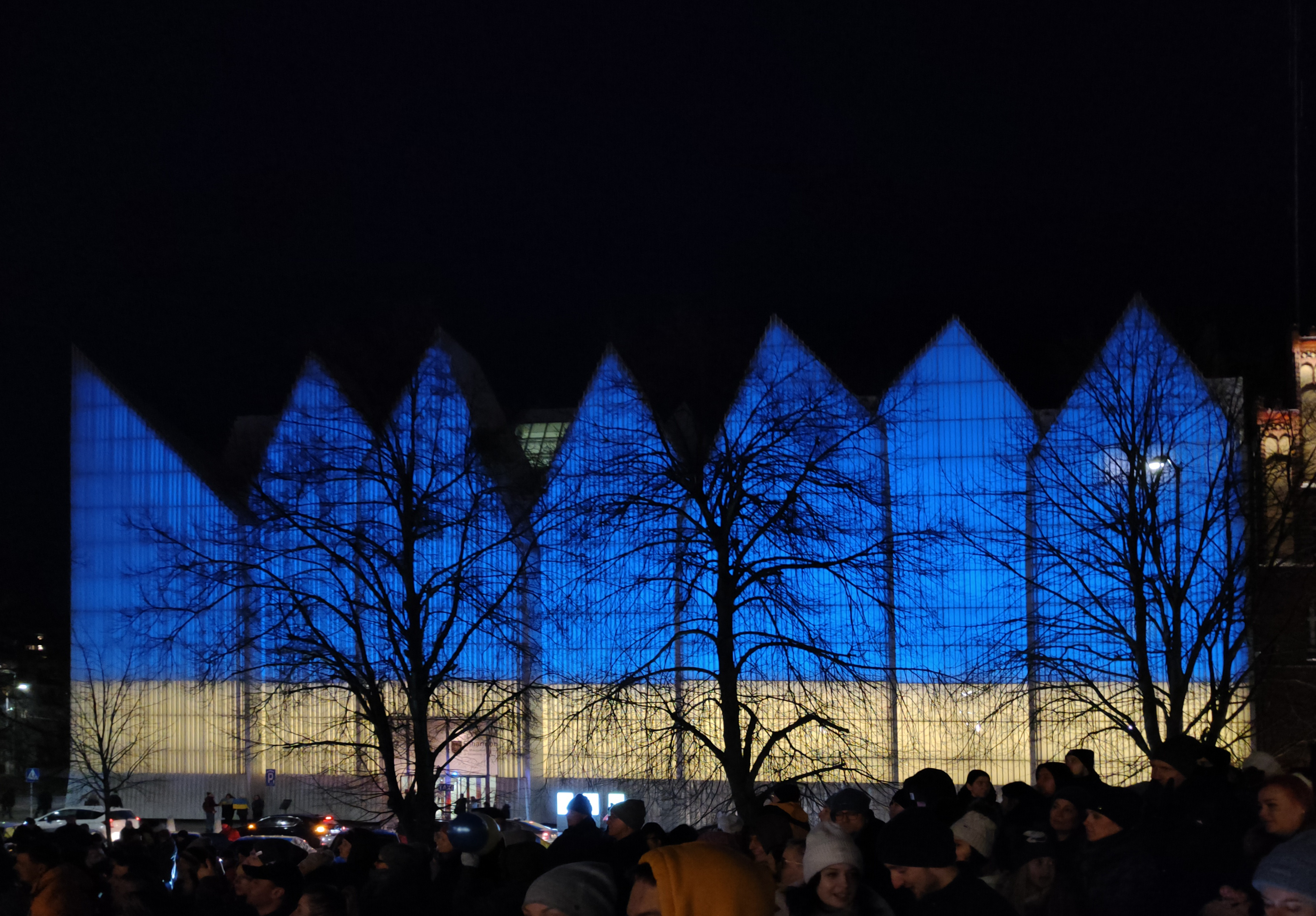
Філармонія Мечислава Карловича у Щецині під час акції солідарності з Україною, 24 лютого 2022 р.

Проукраїнські протести відбулися у кількох посольствах Росії за кордоном, зокрема у Вірменії, Австралії, Азербайджані, Болгарії, Бельгії, Канаді, Естонії, Грузії, Німеччині, Угорщині, Ісландії, Ірландії, Італії, Японії, Казахстану, Молдові, Нідерландах, Норвегії, Португалії, Румунії, Словаччині, Іспанії, Швеції, Тайвані, Туреччині, Великій Британії та США. У Чехії близько трьох тисяч людей протестували проти Росії на Вацлавській площі в Празі.
Протести проти російської агресії відбулися в Лондоні (Велика Британія), Мюнхені (Німеччина), Дубліні (Ірландія), Таллінні (Естонія), Парижі (Франція), Гаазі (Нідерланди), Токіо (Японія), Римі (Італія), Осло (Норвегія), Мадриді (Іспанія), Відні (Австрія), Стамбулі (Туреччина), Варшаві (Польща) та інших містах. Низка акцій відбулася також біля російських дипломатичних установ. Протести проти війни пройшли також у Росії, де були розігнані. Російська влада попередила громадян, що участь в антивоєнних протестах може зумовити кримінальне переслідування та кримінальну відповідальність.

### Інші

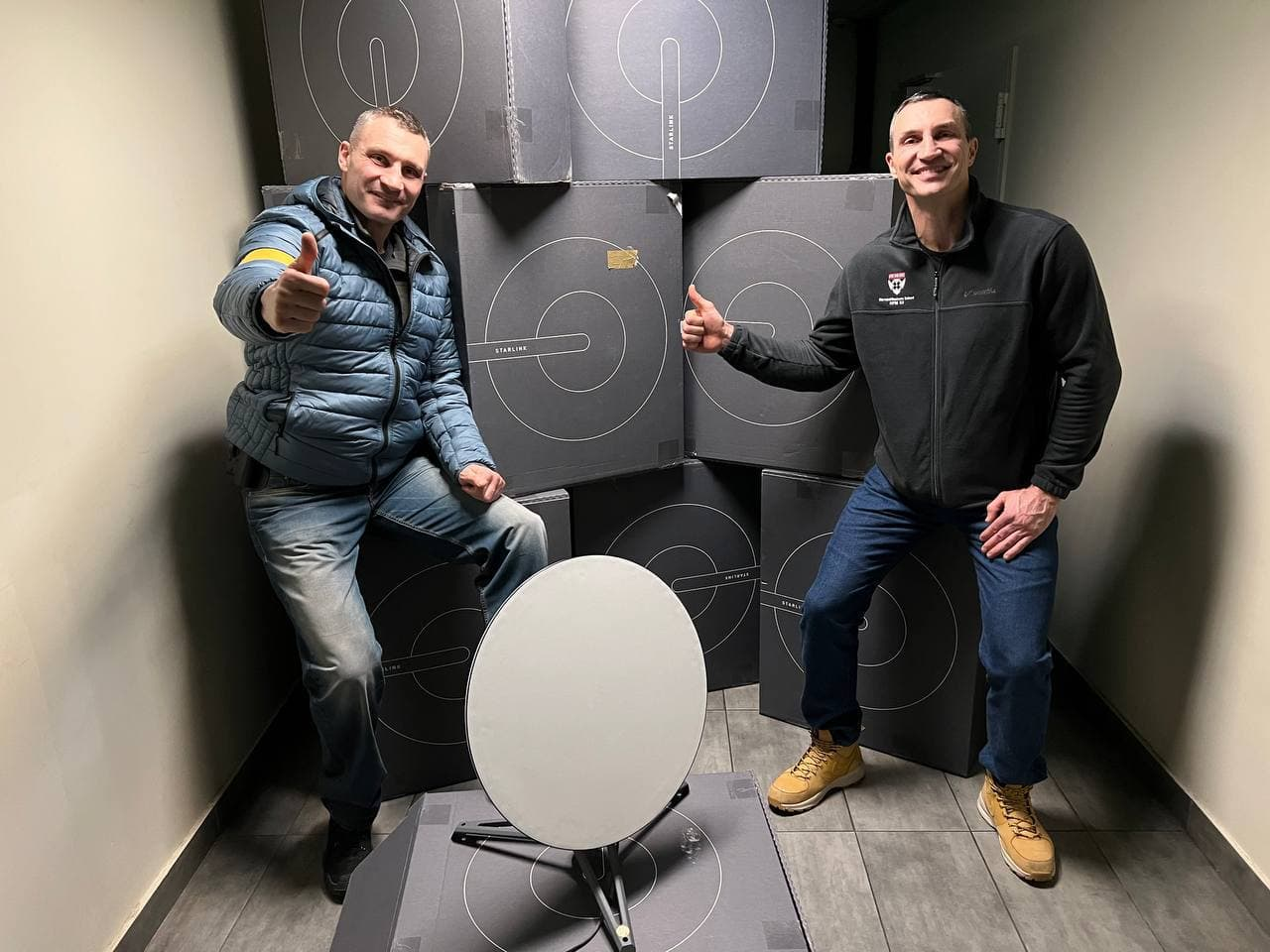
Брати Клички з терміналами Starlink

- Американський мільярдер Ілон Маск вночі з 26 на 27 лютого розгорнув супутниковий інтернет Starlink над Україною і анонсував, що термінали для доступу до нього вже відправлено. Свій жест він пояснив протидією Росії на випадок, якщо вона блокуватиме доступ до інтернету в Україні[355]. 27 квітня компанія Ілона Маска SpaceX зареєструвала компанію Starlink Ukraine як своє представництво в Україні[356]. На цей час SpaceX поставила в Україну 10 тис. станцій, що дало змогу значній кількості військових, урядових і рятувальних служб підключатися до супутникового інтернету.

## Втрати

### Військові втрати окупантів

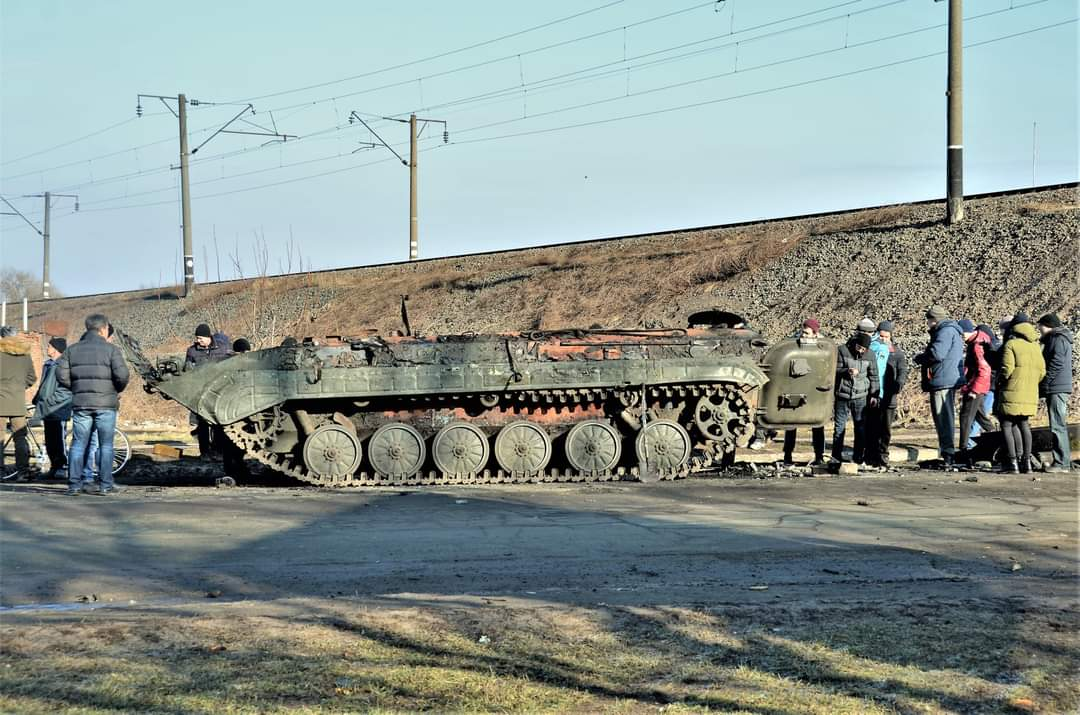
Люди оглядають знищену в Конотопі БМП

#### Українські дані щодо російських втрат
За даними Генштабу ЗСУ, від початку бойових дій з 24 лютого 2022 року бойові втрати противника станом на 22 липня 2025 року орієнтовно становили:
- особового складу — близько 1044250 осіб
- танків — 11 038 од.
- бойових броньованих машин — 23 035 од.
- артилерійських систем — 30 680 од.
- РСЗВ — 1445 од.
- засобів ППО — 1199 од.
- літаків — 421 од.
- гелікоптерів — 340 од.
- БПЛА оперативно-тактичного рівня — 47 437 од.
- крилатих ракет — 3533 од.
- кораблів/катерів — 28 од.
- підводних човнів — 1 од.
- автомобільної техніки та автоцистерн — 55 953 од.
- спеціальної техніки — 3935 од.

### Втрати України
До 2024 року кількість загиблих в Україні керівництвом збройних сил не розголошувалась. Вперше такі дані були озвучені президентом В. Зеленським у грудні 2024 року - 43 тисячі загиблих і 370 тисяч поранених. У квітні 2025 В.Зеленський назвав цифру 100 тисяч загиблих військових.  
Разом з тим за даними ООН станом на початок 2025 року в Україні внаслідок військових дій загинули 12 654 цивільних

## Наслідки

### Політичні
Росію та її президента Володимира Путіна дедалі більше ізолюють інші країни. Довгострокові союзники різко відвернулися від РФ після її вторгнення в Україну, а західні країни стали надавати Україні різні види допомоги, зокрема і постачати зброю. Надії Путіна на швидку перемогу не виправдалися перед обличчям запеклого опору українських солдатів і добровольців. Президент України Володимир Зеленський відкинув ультиматум Путіна з вимогою капітуляції Києва. Головний потенційний союзник Росії, Китай, відмовився від прямої підтримки, зайнявши нейтралітет. Натомість Росія склала перелік «дружніх держав», до яких належать Бурунді, Гвінейська Республіка, Камерун, Малі, Судан, Уганда, Чад, Ефіопія та Південно-Африканська Республіка. Це ті держави, яким Росія раніше постачала зброю, та які в минулому були колоніями західноєвропейських держав.
Деякі іноземні аналітики вказують на паралелі між планами Росії щодо України та планами Китаю щодо Тайваню. Пекін вважає острів Тайвань своєю територією та не виключає його захоплення силою. Тому неодноразово висловлювалися думки, що результат війни в Україні визначить і майбутнє Тайваню як незалежної держави, давши позитивний (або невтішний) приклад. Ключем до вирішення проблеми розглядається позиція одного з найважливіших військових союзників Вашингтона — Японії, бо саме через Тайвань туди відбувається імпорт енергії.
Після виключення Росії з Ради Європи 16 березня 2022 року російські громадяни втратили право звертатися до Європейського суду з прав людини. Водночас Росія отримала змогу запроваджувати смертну кару.
7 квітня Генеральна асамблея ООН виключила РФ з Ради з прав людини; за виключення проголосували 93 країни, проти — 24.

### Культурні

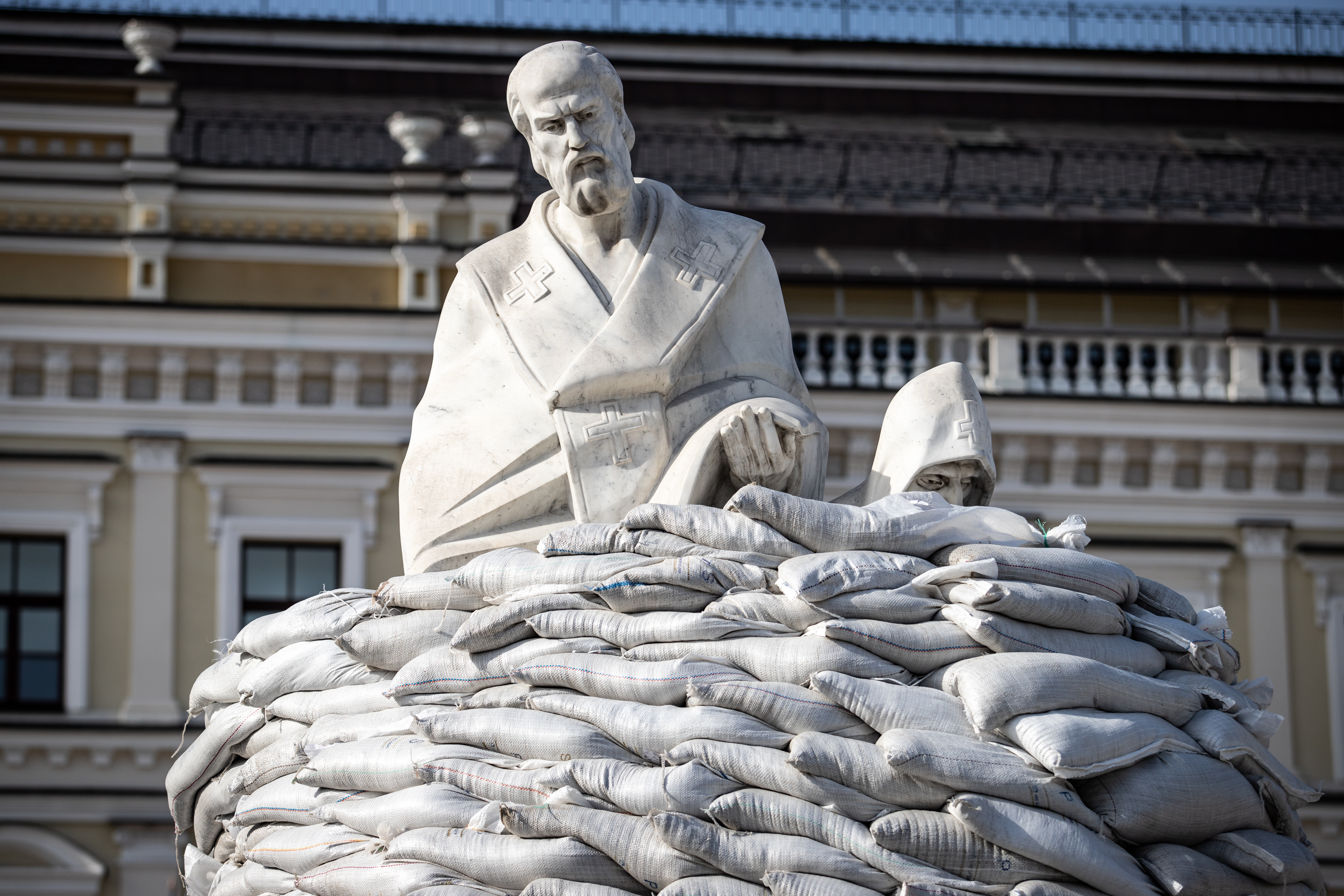
Пам'ятник Кирилу та Мефодію в Києві, захищений мішками з піском

Відкрита агресія Росії проти України потягла широкий бойкот російської культури по світу. Десятки її провідних діячів звільнилися чи були вигнані з посад, а їхні виступи, виставки, покази фільмів були скасовані. Українські культурні діячі звернулися закликали світ до культурних санкцій проти РФ. Десятки культурних інституцій повністю розірвали співпрацю з РФ.
Світові об'єднання художників, скульпторів, фольклористів, дизайнерів вилучили учасників з Росії зі своїх спільнот, тематичних виставок і фестивалів.
Головні українські книжкові мережі та книгарні — Yakaboo, Книгарня «Є», «Клуб Сімейного Дозвілля» — розірвали співпрацю з російськими видавництвами. Деякі стали вилучати продукцію Росії з продажу. Найбільші книжкові фестивалі світу відмовили Росії брати участь із національним стендом.
За агресію проти України Росію вилучили з пісенного конкурсу Євробачення-2022. Багато виконавців і гуртів скасували заплановані концерти в РФ, зокрема Imagine Dragons, Iggy Pop, Brainstorm, Green Day, The Neighborhood, Tommy Genesis, Franz Ferdinand, Apashe, Foals, The Killers.
Санкції проти Росії практично знищили її кіноринок. Sony, Disney, WarnerMedia, Paramount і Universal припинили покази фільмів на території країни-агресора. Внаслідок пандемії COVID-19 російські кінотеатри та виробники фільмів значно скоротили витрати на утримання свого обладнання. Припинення постачання нового обладнання з-за кордону та підтримки програмного забезпечення практично унеможливили подальший розвиток російського кіно. Не останню роль зіграло й те, що багато серіалів імпортували з України. Російське кінопіратство втратило більшу частину фінансування, оскільки основна частина коштів надходила від українських рекламних агентств. Крім того, Європейська кіноакадемія вилучила російські фільми з премії European Film Awards 2022 року.
Російська агресія зумовила хвилю дерусифікації в Україні: зміну назв вулиць, названих на честь російських діячів, знесення пам'ятників їм і монументів, які звеличують російський імперіалізм. Знесення пам'ятників радянської доби розпочалося також у Латвії.

### Екологічні

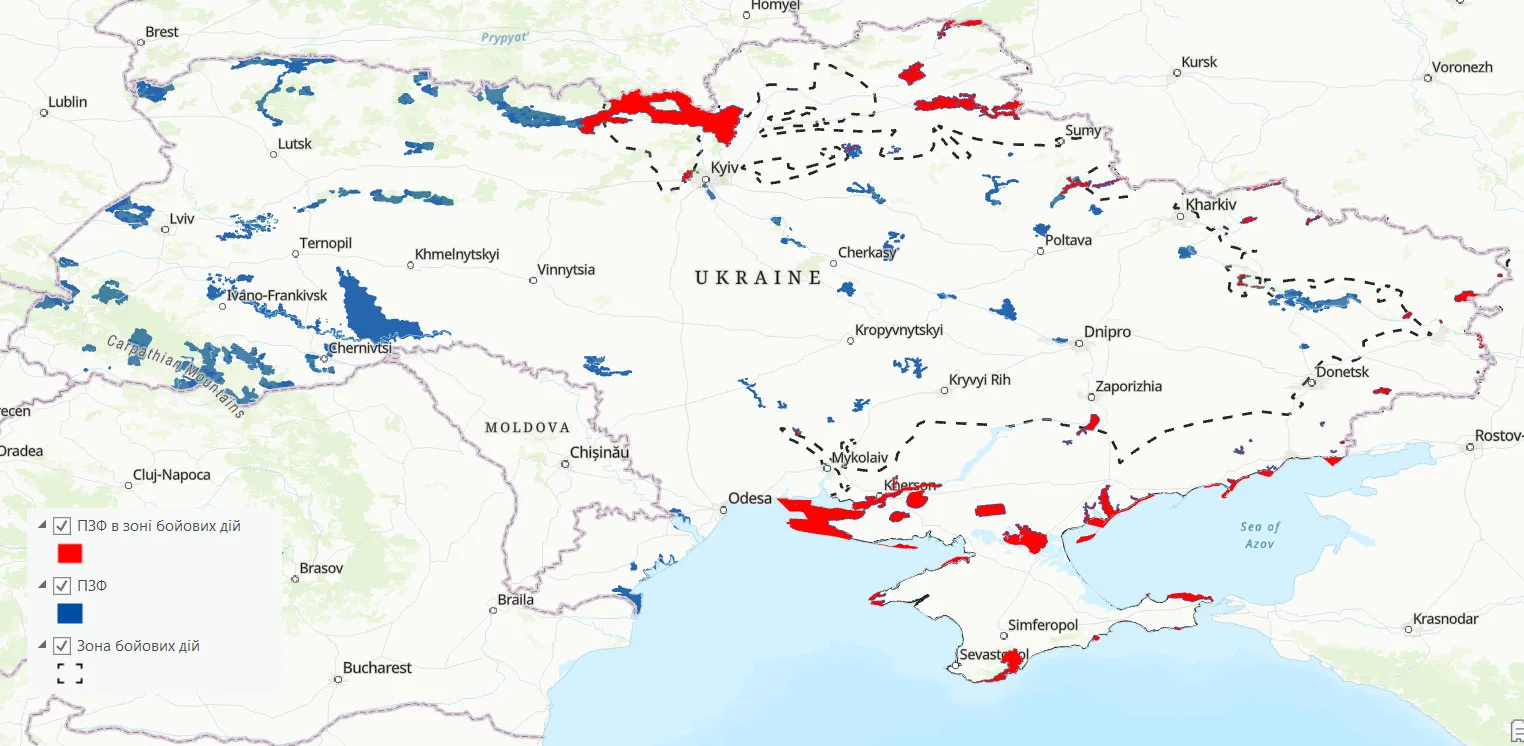
Території природно-заповідного фонду, що опинялися в окупації (червоні)

Військові дії призвели до серйозних екологічних наслідків для Донецької, Луганської, Запорізької, Херсонської, Київської, Чернігівської та Сумської, областей — це забруднення атмосферного повітря, ґрунтів, водойм, підтоплення площ, забруднення атмосферного повітря, виведення з ладу значних масивів ріллі, знищення і псування об'єктів природно-заповідного фонду, лісових пожеж (в тому числі в зоні відчуження ЧАЕС) та ін.
За попередніми підрахунками, станом на 1 березня 2022 року загалом в зону військової окупації та бойових дій потрапили території 900 об'єктів природно-заповідного фонду (ПЗФ) площею 12406,6 км² (1,24 млн га), що становить близько третини площі природно-заповідного фонду України. Під загрозою знищення знаходяться близько 200 територій Смарагдової мережі площею 2,9 млн га. Українська природоохоронна група повідомила, що військова окупація охопила 44 % найцінніших природоохоронних територій України.

### Технологічні
Російсько-українська війна стала одним із перших великих збройних конфліктів XXI століття, у якому цифрові та інформаційні технології відіграють центральну роль. Вона спричинила значні технологічні зміни як всередині країн-учасниць, так і у глобальному безпековому середовищі.
Україна у відповідь на вторгнення здійснила масштабну цифрову мобілізацію. Протягом перших місяців війни було впроваджено низку технологічних рішень: мобільні системи управління артилерією, широке застосування комерційних дронів у розвідці та ударах, використання супутникового зв’язку (зокрема Starlink), а також повне перенесення державних ІТ-систем до хмарних дата-центрів. Активізувалася волонтерська розробка програмного забезпечення для військових потреб, що дозволило забезпечити гнучке реагування на оперативні виклики. Мобільні пристрої, планшети, побутова електроніка і споживчі БПЛА стали частиною військової інфраструктури. Значну роль відіграє OSINT (розвідка з відкритих джерел), що використовується для збору інформації, геолокації та верифікації подій.
З початку конфлікту українська кібероборона зазнала численних атак, але водночас було створено децентралізовану ІТ-структуру, що включає добровольчу «ІТ-армію», яка проводить захисні та атакувальні операції в кіберпросторі. Залучення хактивістів стало новим феноменом у практиці гібридної війни.
Російська Федерація, зі свого боку, зазнала істотних ускладнень через санкції, що обмежили доступ до західних технологій, зокрема електроніки, програмного забезпечення, мікросхем та верстатів із числовим програмним управлінням. Це зумовило адаптацію військово-промислового комплексу до умов дефіциту, зокрема застосування імпортованих через треті країни чипів цивільного призначення. Часті випадки виявлення в російських безпілотниках та ракетах мікросхем від побутових приладів були зафіксовані численними експертними групами.
Війна спричинила переосмислення військових доктрин у низці країн. У членів НАТО, а також в інших державах, зросла увага до безпілотних платформ, мобільного цифрового управління військами, адаптивного застосування цивільних технологій у бойових умовах, а також до кіберзахисту та цифрової стійкості. Були активізовані інвестиції в штучний інтелект, автоматизацію бойових систем, супутникову розвідку та хмарну інфраструктуру.
Загалом конфлікт показав зростаючу роль технологічного чинника у збройному протистоянні, коли темпи адаптації та цифрової інновації починають відігравати вирішальну роль у воєнному успіху. Цей досвід сформував нову парадигму сучасної війни, яка поєднує кінетичні та інформаційні засоби у єдиний оперативний простір.

## Спротив
Від початку повномасштабного російського вторгнення на тимчасово окупованих територіях України діє чимало рухів громадського спротиву, зокрема «Жовта стрічка», «Бердянська партизанська армія», «Атеш», «Кримські бойові чайки» тощо.

## Переговори
Перша спроба укрїансько-російських переговорів мала місце навесні 2022 року. 27 лютого за пропозицією президента Білорусі Олександра Лукашенка українська делегація прибула до кордону з Білоруссю де відулися переговори з представниками Росії. Надалі делегації зустрічались у Білорусі 3 березня 7 березня. Переговори виявились безрезультатними. 10 березня відбулися переговори міністрів закордонних справ України і Росії, Дмитра Кулеби та Сергія Лаврова також безрезультатно. Надалі до 2025 умовою будь-яких переговорів українська влада вказала виведення російських військ з території України з визнанням її в кордонах 1991 року, а 30 вересня 2022 Президент видав указ в якому йшлося про неможливість проведення переговорів з Президентом Російської Федерації В.Путіним.
Переговори були відновлені 2025 року за наполяганням новообраного президента США Д.Трампа.  Делегації зустрічалися у Стамбулі 16 травня, 2 червня, проте бойові дії припинено не було.

## Окуповані та анексовані регіони
Червоним позначено регіони, які анексовані росією (🟥).
Оранжевим позначено регіони, які частково окуповані росією (🟧).
Жовтим позначено регіони, які були частково окуповані росією (🟨).
Зеленим позначено регіони, які не були окуповані росією (🟩).
| Прапор | Герб | №  | Регіон                    | Площа (км²) | Населення (01.01.2021) | Густота населення (осіб/км²) | Адм. центр       | Районів    | Громад | Адмін. поділ |
| ------ | ---- | -- | ------------------------- | ----------- | ---------------------- | ---------------------------- | ---------------- | ---------- | ------ | ------------ |
|        |      | 1  | Автономна Республіка Крим | 26 081      | 1 967 259**            | 75,43                        | Сімферополь      | 10 (14)*   | —      | докладніше   |
|        |      | 2  | Вінницька область         | 26 513      | 1 529 123              | 57,67                        | Вінниця          | 6          | 63     | докладніше   |
|        |      | 3  | Волинська область         | 20 144      | 1 027 397              | 51,0                         | Луцьк            | 4          | 54     | докладніше   |
|        |      | 4  | Дніпропетровська область  | 31 974      | 3 142 035              | 98,27                        | Дніпро           | 7          | 86     | докладніше   |
|        |      | 5  | Донецька область          | 26 517      | 4 100 280              | 154,63                       | Донецьк          | 8          | 66     | докладніше   |
|        |      | 6  | Житомирська область       | 29 832      | 1 195 495              | 40,07                        | Житомир          | 4          | 65     | докладніше   |
|        |      | 7  | Закарпатська область      | 12 777      | 1 250 129              | 97,84                        | Ужгород          | 6          | 64     | докладніше   |
|        |      | 8  | Запорізька область        | 27 180      | 1 666 515              | 61,31                        | Запоріжжя        | 5          | 67     | докладніше   |
|        |      | 9  | Івано-Франківська область | 13 928      | 1 361 109              | 97,72                        | Івано-Франківськ | 6          | 62     | докладніше   |
|        |      | 10 | Київська область          | 28 131      | 1 788 530              | 63,58                        | Київ             | 7          | 69     | докладніше   |
|        |      | 11 | Київ                      | 839         | 2 962 180              | 3530,61                      | Київ             | 10         | —      | докладніше   |
|        |      | 12 | Кіровоградська область    | 24 588      | 920 128                | 37,42                        | Кропивницький    | 4          | 49     | докладніше   |
|        |      | 13 | Луганська область         | 26 684      | 2 121 322              | 79,5                         | Луганськ         | 8          | 37     | докладніше   |
|        |      | 14 | Львівська область         | 21 833      | 2 497 750              | 114,4                        | Львів            | 7          | 73     | докладніше   |
|        |      | 15 | Миколаївська область      | 24 598      | 1 108 394              | 45,06                        | Миколаїв         | 4          | 52     | докладніше   |
|        |      | 16 | Одеська область           | 33 310      | 2 368 107              | 71,09                        | Одеса            | 7          | 91     | докладніше   |
|        |      | 17 | Полтавська область        | 28 748      | 1 371 529              | 47,71                        | Полтава          | 4          | 61     | докладніше   |
|        |      | 18 | Рівненська область        | 20 047      | 1 148 456              | 57,29                        | Рівне            | 4          | 64     | докладніше   |
|        |      | 19 | Сумська область           | 23 834      | 1 053 452              | 44,2                         | Суми             | 5          | 51     | докладніше   |
|        |      | 20 | Тернопільська область     | 13 823      | 1 030 562              | 74,55                        | Тернопіль        | 3          | 55     | докладніше   |
|        |      | 21 | Харківська область        | 31 415      | 2 633 834              | 83,84                        | Харків           | 7          | 56     | докладніше   |
|        |      | 22 | Херсонська область        | 28 461      | 1 016 707              | 35,72                        | Херсон           | 5          | 49     | докладніше   |
|        |      | 23 | Хмельницька область       | 20 645      | 1 243 787              | 60,25                        | Хмельницький     | 3          | 60     | докладніше   |
|        |      | 24 | Черкаська область         | 20 900      | 1 178 266              | 56,38                        | Черкаси          | 4          | 66     | докладніше   |
|        |      | 25 | Чернівецька область       | 8097        | 896 566                | 110,73                       | Чернівці         | 3          | 52     | докладніше   |
|        |      | 26 | Чернігівська область      | 31 865      | 976 701                | 30,65                        | Чернігів         | 5          | 57     | докладніше   |
|        |      | 27 | Севастополь               | 864         | 385 870**              | 446,61                       | Севастополь      | 4          | —      | докладніше   |
|        |      | UA | Україна                   | 603 628     | 43 941 483             | 72,8                         | Київ             | 136 (140)* | 1469   | —            |